# MÁV mozdonysorozatok
Az alábbi lista a MÁV mozdonyairól nyújt áttekintést. Motorkocsikról és motorvonatokról a MÁV motorkocsi- és motorvonat-sorozatok ad tájékoztatást.

## Első számozási rendszer (1868–1890)
A MÁV első, 1868-tól érvényes számozási rendszerében a járművek folyamatos számozását gyakorlatilag a mozdonyok állományba vételük sorrendjében kapták, a mozdonyok típusától és származásától (gyári új, vagy magánvasutaktól átvett) függetlenül. Emellett a mozdonyok 1874. január 1-jétől osztályjelzést is kaptak, amely egy római számból és egy kis latin betűből áll. A római szám a mozdony felhasználási területére, illetve kapcsolt kerékpárjainak számára utalt. A latin kisbetűk pedig a típusok állagba vételének sorrendjére utal. Az első típus nem kapott latin kisbetűt, míg a második „a”-t a harmadik „b”-t, stb. (pl.: II. oszt., IIa. oszt., IIb. oszt., stb.)
Az első mozdonyosztályok jelentései:
- I. osztály: gyorsvonati mozdonyok
- II. osztály: személy és vegyesvonati mozdonyok (később: két kapcsolt kerékpárú személy-, vegyes- és tehervonati mozdonyok)
- III. osztály: három kapcsolt kerékpárú tehervonati mozdonyok (később: három kapcsolt kerékpárú személy-, vegyes- és tehervonati mozdonyok)
- IV. osztály: négy kapcsolt kerékpárú (hegyipálya) mozdonyok
- V. osztály: másodrangú (mellék-)vonali mozdonyok
- VI. osztály: a gömöri iparvidék mozdonyai (később a VIm. osztály: hat kapcsolt kerékpárú Mallet-rendszerű mozdony)
- VII. osztály: harmadrangú (keskeny nyomtávolságú) mozdonyok

Később az alábbiakkal bővült:
- VIII. osztály: poggyászteres ('Elbel-rendszerű) mozdonyok
- IX. osztály: két kapcsolt kerékpárú szerkocsis mellékvonali mozdony
- X. osztály: omnibusz-vonati (kis befogadóképességű mellékvonali személyvonati) mozdonyok
- XI. osztály: mint a X.
- XII. osztály: C tengelyelrendezésű helyiérdekű vasúti szertartályos gőzmozdonyok
- XIII. osztály: 1B tengelyelrendezésű helyiérdekű vasúti szertartályos gőzmozdonyok

| A MÁV vontatójárművei / első számozási rendszer 1868 – 1891 | A MÁV vontatójárművei / első számozási rendszer 1868 – 1891 | A MÁV vontatójárművei / első számozási rendszer 1868 – 1891 | A MÁV vontatójárművei / első számozási rendszer 1868 – 1891 | A MÁV vontatójárművei / első számozási rendszer 1868 – 1891 | A MÁV vontatójárművei / első számozási rendszer 1868 – 1891 | A MÁV vontatójárművei / első számozási rendszer 1868 – 1891                        | A MÁV vontatójárművei / első számozási rendszer 1868 – 1891 |
| Psz. az 1. rendszerben                                      | Psz. a 2. rendszerben                                       | Psz. a 3. rendszerben                                       | Eredet                                                      | Jelleg                                                      | Gyártási év                                                 | Gyártó                                                                             | Megjegyzés                                                  |
| ----------------------------------------------------------- | ----------------------------------------------------------- | ----------------------------------------------------------- | ----------------------------------------------------------- | ----------------------------------------------------------- | ----------------------------------------------------------- | ---------------------------------------------------------------------------------- | ----------------------------------------------------------- |
| 1–2                                                         | IIIb 2221–2222                                              | 355,001–002                                                 | MÉV 1–2                                                     | C–n2                                                        | 1865–1869                                                   | Lf. v. Sigl/Bécsújhely                                                             |                                                             |
| 3–8                                                         | IIa 1101–1106                                               | 236,001–005                                                 | MÉV 3–8                                                     | 1B–n2                                                       | 1865–1867                                                   | Lf. v. Sigl/Bécs és Lf. v. Sigl/Bécsújhely                                         |                                                             |
| 9–16                                                        | IIIb 2223–2230                                              | 355,003–010                                                 | MÉV 9–16                                                    | C–n2                                                        | 1865–1869                                                   | Lf. v. Sigl/Bécsújhely                                                             |                                                             |
| 17–26                                                       | III 2001–2010                                               | 335,001–010                                                 | MÁV                                                         | C–n2                                                        | 1869                                                        | Lf. v. Sigl/Bécsújhely                                                             |                                                             |
| 27                                                          | II 1001                                                     | 238,001                                                     | MÁV                                                         | 1B–n2                                                       | 1869                                                        | Lf. v. Sigl/Bécsújhely                                                             |                                                             |
| 28–31                                                       | III 2011–2014                                               | 335,011–014                                                 | MÁV                                                         | C–n2                                                        | 1869–1870                                                   | Lf. v. Sigl/Bécs                                                                   |                                                             |
| 32–34                                                       | II 1002–1004                                                | 238,002–004                                                 | MÁV                                                         | 1B–n2                                                       | 1870                                                        | Lf. v. Sigl/Bécsújhely                                                             |                                                             |
| 35–36                                                       | V 5001–5002                                                 | 374,001–002                                                 | MÁV                                                         | C–n2                                                        | 1870                                                        | Lf. v. Sigl/Bécs                                                                   |                                                             |
| 37–40                                                       | III 2015–2018                                               | 335,015–018                                                 | MÁV                                                         | C–n2                                                        | 1870                                                        | Lf. v. Sigl/Bécsújhely                                                             |                                                             |
| 41–48                                                       | IV 4001–4008                                                | 441,001–008                                                 | MÁV                                                         | D–n2                                                        | 1870–1874                                                   | Lf. v. Sigl/Bécs, Lf. v. Sigl/Bécsújhely                                           |                                                             |
| 49–51                                                       | V 5003–5005                                                 | 374,003–005                                                 | MÁV                                                         | C–n2                                                        | 1871                                                        | Lf. v. Sigl/Bécs                                                                   |                                                             |
| 52–53                                                       | III 2019–2020                                               | 335,001–152                                                 | MÁV                                                         | C–n2                                                        | 1871                                                        | Lf. v. Sigl/Bécsújhely                                                             |                                                             |
| 54–55                                                       | V 5006–5007                                                 | 374,006–007                                                 | MÁV                                                         | C–n2                                                        | 1871                                                        | Lf. v. Sigl/Bécs                                                                   |                                                             |
| 56–69                                                       | III 2021–2034                                               | 335,019–034                                                 | MÁV                                                         | C–n2                                                        | 1872                                                        | Lf. v. Sigl/Bécsújhely                                                             |                                                             |
| 70–72                                                       | IV 4009–4011                                                | 441,001–011                                                 | MÁV                                                         | D–n2                                                        | 1870–1874                                                   | Lf. v. Sigl/Bécs, Lf. v. Sigl/Bécsújhely                                           |                                                             |
| 73–75                                                       | V 5008–5010                                                 | 374,008–010                                                 | MÁV                                                         | C–n2                                                        | 1871                                                        | Lf. v. Sigl/Bécs                                                                   |                                                             |
| 76–87                                                       | IV 4012–4023                                                | 441,012–023                                                 | MÁV                                                         | D–n2                                                        | 1870–1874                                                   | Lf. v. Sigl/Bécs, Lf. v. Sigl/Bécsújhely                                           |                                                             |
| 88                                                          | II 1005                                                     | 238,005                                                     | MÁV                                                         | 1B–n2                                                       | 1872                                                        | Lf. v. Sigl/Bécsújhely                                                             |                                                             |
| 89–91                                                       | IIb 1111–1113                                               | 240,001–003                                                 | MÁV                                                         | 1B–n2                                                       | 1872–1874                                                   | Lf. v. Sigl/Bécsújhely                                                             |                                                             |
| 92                                                          | II 1006                                                     | 238,006                                                     | MÁV                                                         | 1B–n2                                                       | 1872                                                        | Lf. v. Sigl/Bécsújhely                                                             |                                                             |
| 93–96                                                       | III 2035–2038                                               | 335,035–038                                                 | MÁV                                                         | C–n2                                                        | 1872                                                        | Lf. v. Sigl/Bécsújhely                                                             |                                                             |
| 97–98                                                       | IIb 1114–1115                                               | 240,004–005                                                 | MÁV                                                         | 1B–n2                                                       | 1872–1874                                                   | Lf. v. Sigl/Bécsújhely                                                             |                                                             |
| 99–100                                                      | V 5011–5012                                                 | 374,011–012                                                 | MÁV                                                         | C–n2                                                        | 1872–1873                                                   | Lf. v. Sigl/Bécs                                                                   |                                                             |
| 101–104                                                     | III 2039–2042                                               | 335,039–042                                                 | MÁV                                                         | C–n2                                                        | 1869                                                        | Lf. v. Sigl/Bécsújhely                                                             |                                                             |
| 105–107                                                     | II 1007–1009                                                | 238,007–009                                                 | MÁV                                                         | 1B–n2                                                       | 1869                                                        | Lf. v. Sigl/Bécsújhely                                                             |                                                             |
| 108–119                                                     | III 2043–2054                                               | 335,043–54                                                  | MÁV                                                         | C–n2                                                        | 1874–1875                                                   | MÁV Gépgyár                                                                        |                                                             |
| 120–125                                                     | IV 4024–4029                                                | 441,024–029                                                 | MÁV                                                         | D–n2                                                        | 1870–1874                                                   | Lf. v. Sigl/Bécs, Lf. v. Sigl/Bécsújhely                                           |                                                             |
| 126–128                                                     | IV 4030–4032                                                | 441,030–032                                                 | EMGV IV 21, 8, 9                                            | D–n2                                                        | 1870–1874                                                   | Lf. v. Sigl/Bécs, Lf. v. Sigl/Bécsújhely                                           | az EMGV-től vásárolva                                       |
| 129                                                         | IIb 1116                                                    | 240,006                                                     | MÁV                                                         | 1B–n2                                                       | 1872–1874                                                   | Lf. v. Sigl/Bécsújhely                                                             |                                                             |
| 130–135                                                     | V 5013–5018                                                 | 374,013–018                                                 | MÁV                                                         | C–n2                                                        | 1873                                                        | Lf. v. Sigl/Bécs                                                                   |                                                             |
| 136–141                                                     | VI 5081–5086                                                | 373,001–006                                                 | MÁV                                                         | C–n2                                                        | 1874                                                        | Mödling                                                                            |                                                             |
| 142–144                                                     | V 5019–5021                                                 | 374,019–021                                                 | MÁV                                                         | C–n2                                                        | 1874                                                        | Mödling                                                                            |                                                             |
| 145–158                                                     | IIIa 2201–2214                                              | 338,001–014                                                 | MÁV                                                         | C–n2                                                        | 1874                                                        | Mf. d. StEG                                                                        |                                                             |
| 159–164                                                     | I 1–6                                                       | 259,001–006                                                 | MÁV                                                         | 2'B–n2                                                      | 1874                                                        | Mf. d. StEG                                                                        |                                                             |
| 165–170                                                     | III 2055–2060                                               | 335,055–060                                                 | MÁV                                                         | C–n2                                                        | 1878                                                        | MÁV Gépgyár                                                                        |                                                             |
| 171–173                                                     | II 1010–1012                                                | 238,010–012                                                 | VVV 1–3                                                     | 1B–n2                                                       | 1876                                                        | Lf. v. Sigl/Bécsújhely                                                             |                                                             |
| 174–181                                                     | IIIc 2231–2238                                              | 359,001–008                                                 | VVV 10–17                                                   | C–n2                                                        | 1873                                                        | Lf. v. Sigl/Bécsújhely                                                             |                                                             |
| 182                                                         | VIII 5121                                                   | 150,001                                                     | MÁV                                                         | A1–n2t                                                      | 1880–1884                                                   | WLF                                                                                |                                                             |
| 183–188                                                     | Ia 11–16                                                    | 220,001–006                                                 | MÁV                                                         | 2'B–n2                                                      | 1881                                                        | MÁV Gépgyár                                                                        | Kamper-rendszerű forgóvázzal                                |
| 189–192                                                     | X 5133–5136                                                 | 20,001–004                                                  | MÁV                                                         | B–n2t                                                       | 1881–1883                                                   | MÁV Gépgyár                                                                        |                                                             |
| 193–194                                                     | XI 5171–5172                                                | 283,001–002                                                 | MÁV                                                         | B–n2t                                                       | 1881                                                        | WLF                                                                                |                                                             |
| 195–200                                                     | Id 321–326                                                  | 221,001–006                                                 | MÁV                                                         | 2'B–n2                                                      | 1883–1888                                                   | MÁV Gépgyár                                                                        |                                                             |
| 201–204                                                     | V 5022–5025                                                 | 374,022–025                                                 | MKV 101–104                                                 | C–n2                                                        | 1873                                                        | Lf. v. Sigl/Bécs                                                                   |                                                             |
| 205–210                                                     | Id 327–332                                                  | 221,007–012                                                 | MÁV                                                         | 2'B–n2                                                      | 1883–1888                                                   | MÁV Gépgyár                                                                        |                                                             |
| 211–227                                                     | II 1013–1023                                                | 238,013–023                                                 | MKV 11–14, 18, 21-27                                        | 1B–n2                                                       | 1870–1873                                                   | Lf. v. Sigl/Bécsújhely                                                             | 215–217, 219–220, 222 → MNyV 9–14                           |
| 215"–217"                                                   | III 2061–2063                                               | 335,061–063                                                 | MNyV 28, 38–39                                              | C–n2                                                        | 1871–1872                                                   | Lf. v. Sigl/Bécsújhely                                                             |                                                             |
| 219"–220"                                                   | III 2064–2065                                               | 335,064–065                                                 | MNyV 26, 36                                                 | C–n2                                                        | 1871–1872                                                   | Lf. v. Sigl/Bécsújhely                                                             |                                                             |
| 222"                                                        | III 2066                                                    | 335,066                                                     | MNyV 22                                                     | C–n2                                                        | 1871                                                        | Lf. v. Sigl/Bécsújhely                                                             |                                                             |
| 228–230                                                     | II 1024–1026                                                | 238,024–026                                                 | EEV 36–38                                                   | 1B–n2                                                       | 1872                                                        | Lf. v. Sigl/Bécsújhely                                                             |                                                             |
| 231–240                                                     | IIh 1201–1210                                               | 257,001–008                                                 | EEV 1–10                                                    | 1B–n2                                                       | 1868                                                        | Maffei/München                                                                     |                                                             |
| 241–269                                                     | III 2067–2095                                               | 335,067–095                                                 | MKV 41–69                                                   | C–n2                                                        | 1870                                                        | Lf. v. Sigl/Bécsújhely, Lf. v. Sigl/Bécs                                           |                                                             |
| 270–277                                                     | IIIg 3011–3018                                              | 336,001–008                                                 | EEV 28–35                                                   | C–n2                                                        | 1872                                                        | Lf. v. Sigl/Bécs, Lf. v. Sigl/Bécsújhely                                           |                                                             |
| 278–283                                                     | IIIh 3021–3026                                              | 357,001–006                                                 | EEV 22–27                                                   | C–n2                                                        | 1870                                                        | Maffei/München                                                                     |                                                             |
| 284–289                                                     | IIIf 3001–3006                                              | 337,001–006                                                 | EEV 39–44                                                   | C–n2                                                        | 1872–1873                                                   | WLF                                                                                |                                                             |
| 290–294                                                     | IIk 1211–1215                                               | 256,001–005                                                 | EEV 11–15                                                   | 1B–n2                                                       | 1860                                                        | Lf. v. Sigl/Bécsújhely                                                             |                                                             |
| 295–300                                                     | IIl 1216–1221                                               | 258,001–005                                                 | EEV 16–21                                                   | 1B–n2                                                       | 1868                                                        | Lf. v. Sigl/Bécsújhely                                                             |                                                             |
| 301–305                                                     | Ib 301–305                                                  |                                                             | TVV 15–17, 19, 24                                           | 1B–n2                                                       | 1880                                                        | Mf. d. StEG                                                                        | Átépítve Ic. osztályúból                                    |
| 306–315                                                     | Ic 306–312                                                  |                                                             | TVV 18, 20–23, 25–29                                        | 1B–n2                                                       | 1857–1858                                                   | MÁV Gépgyár                                                                        | 1880 301–305 Átépítve Ib. osztályúra                        |
| 316–325                                                     | IIc 1121–1130                                               |                                                             | TVV 45–54                                                   | 1B–n2                                                       | 1859                                                        | Mf. d. StEG                                                                        |                                                             |
| 326–345                                                     | IId 1131–1150                                               | 239,001–017                                                 | TVV 73"–77", 78–92                                          | 1B–n2                                                       | 1870–1872                                                   | Karlsruhe                                                                          |                                                             |
| 346–349                                                     | IIe 1151–1154                                               | 254,001–003                                                 | TVV 11, 14, 33–34                                           | 1B–n2                                                       | 1857–1858                                                   | Mf. d. StEG                                                                        |                                                             |
| 350–380                                                     | IIf 1155–1156, 1161–1189                                    | 253,001–004 254,004–005                                     | TVV 5–10, 12–13, 30–32, 35–44, 55–64                        | 1B–n2                                                       | 1857–1859                                                   | Mf. d. StEG                                                                        |                                                             |
| 381–388                                                     | IIg 1191–1198                                               | 255,001–002                                                 | TVV 65–72                                                   | 1B–n2                                                       | 1859                                                        | Lf. v. Sigl/Bécsújhely                                                             |                                                             |
| 389–390                                                     | IX 5131–5132                                                | 274,001–002                                                 | TVV 1–2                                                     | B–n2                                                        | 1879                                                        | Mf. d. StEG                                                                        |                                                             |
| 391–392                                                     | IIId 2241–2242                                              | 314,001–002                                                 | TVV 93–94                                                   | C–n2                                                        | 1879                                                        | MÁV Gépgyár                                                                        |                                                             |
| 393–398                                                     | III 2147–2152                                               | 335,147–152                                                 | ArTV I–VI                                                   | C–n2                                                        | 1870                                                        | Lf. v. Sigl/Bécsújhely                                                             |                                                             |
| 401–500                                                     | IIIe 2251–2747                                              | 326,001–497                                                 | MÁV                                                         | C–n2                                                        | 1882–1897                                                   | Wöhlert/Berlin, MÁV Gépgyár, Lf. v. Sigl/Bécsújhely, Krauss/Linz, Mf. d. StEG, WLF |                                                             |
| 501–538                                                     | IVa 4041–4078                                               | 420,001–038                                                 | MÁV                                                         | D–n2                                                        | 1882–1885                                                   | Lf. v. Sigl/Bécsújhely, WLF                                                        |                                                             |
| 539–550                                                     | V 5026–5037                                                 | 374,026–037                                                 | DDV 1–12                                                    | C–n2                                                        | 1871–1872                                                   | Lf. v. Sigl/Bécs                                                                   |                                                             |
| 551–568                                                     | X 5133–5154                                                 | 20,001–022                                                  | MÁV                                                         | B–n2t                                                       | 1881–1883                                                   | MÁV Gépgyár                                                                        |                                                             |
| 569–573                                                     | VIII 5121–5126                                              | 150,001–006                                                 | MÁV                                                         | A1–n2t                                                      | 1880–1884                                                   | WLF                                                                                |                                                             |
| 574–599                                                     | XII 5181–5672                                               | 377,001–488 377,601–605                                     | MÁV                                                         | C–n2t                                                       | 1885–1924                                                   | MÁV Gépgyár, Krauss/Linz, Mf. d. StEG, Weitzer                                     |                                                             |
| 601–700                                                     | IIIe 2251–2747                                              | 326,001–497                                                 | MÁV                                                         | C–n2                                                        | 1882–1897                                                   | Wöhlert/Berlin, MÁV Gépgyár, Lf. v. Sigl/Bécsújhely, Krauss/Linz, Mf. d. StEG, WLF |                                                             |
| 701–707                                                     | Id 333–339                                                  | 221,013–019                                                 | MÁV                                                         | 2'B–n2                                                      | 1883–1888                                                   | MÁV Gépgyár                                                                        |                                                             |
| 708–717                                                     | Ia 17–26                                                    | 220,007–16                                                  | MÁV                                                         | 2'B–n2                                                      | 1881                                                        | Lf. v. Sigl/Bécsújhely                                                             |                                                             |
| 718–722                                                     | Id 340–344                                                  | 221,020–024                                                 | MÁV                                                         | 2'B–n2                                                      | 1883–1888                                                   | MÁV Gépgyár                                                                        |                                                             |
| 723–732                                                     | Ia 27–36                                                    | 220,020–029                                                 | MÁV                                                         | 2'B–n2                                                      | 1890–1905                                                   | MÁV Gépgyár, WLF, Lf. v. Sigl/Bécsújhely                                           |                                                             |
| 733–736                                                     | Ie 481–493                                                  | 222,001–093                                                 | MÁV                                                         | 2'B–n4v                                                     | 1890-1904                                                   | MÁV Gépgyár, WLF, Lf. v. Sigl/Bécsújhely                                           |                                                             |
| 737–738                                                     | If 501–502                                                  | 222,094–095                                                 | MÁV                                                         | 2'B–n2                                                      | 1891                                                        | MÁV Gépgyár                                                                        |                                                             |
| 739–742                                                     | Ia 37–40                                                    | 220,030–033                                                 | MÁV                                                         | 2'B–n2                                                      | 1890–1905                                                   | MÁV Gépgyár, WLF, Lf. v. Sigl/Bécsújhely                                           |                                                             |
| 743–750                                                     | Id 345–352                                                  | 221,025–032                                                 | MÉKV 1"–8"                                                  | 2'B–n2                                                      | 1887                                                        | MÁV Gépgyár                                                                        |                                                             |
| 751–790                                                     | XII 5181–5672                                               | 377,001–488 377,601–605                                     | MÁV, MÉKV 400–401                                           | C–n2t                                                       | 1885–1924                                                   | MÁV Gépgyár, Krauss/Linz, Mf. d. StEG, Weitzer                                     |                                                             |
| 801–838                                                     | IIm 1222–1259                                               | 237,001–036                                                 | AFV 1–38                                                    | 1B–n2                                                       | 1869–1871                                                   | Maffei/München Krauss/München Lf. v. Sigl/Bécsújhely                               |                                                             |
| 839–840                                                     | XXI 6911–6912                                               | 389,001–002                                                 | MÁV                                                         | C–n2t                                                       | 1886                                                        | Lf. v. Sigl/Bécsújhely                                                             | 750 mm nyomtáv; Átépítve C n2-re; korábban XXI 5911–5912    |
| 841–849                                                     | V 5038–5046                                                 | 374,038–046                                                 | MÉKV 200–208                                                | C–n2                                                        | 1871–1876                                                   | Lf. v. Sigl/Bécs, MÁV Gépgyár                                                      |                                                             |
| 850–859                                                     | II 1027–1036                                                | 238,027–036                                                 | MNyV 1–3, 7, 9–14                                           | 1B–n2                                                       | 1870–1872                                                   | Lf. v. Sigl/Bécsújhely                                                             |                                                             |
| 860–876                                                     | III 2096–2112                                               | 335,096–112                                                 | MNyV 21, 23–25, 27, 29–35, 37, 40–42, 46                    | C–n2                                                        | 1871–1873                                                   | Lf. v. Sigl/Bécsújhely                                                             |                                                             |
| 877–888                                                     | XIIl 5651–5662                                              |                                                             | MNyV 61–72                                                  | 1B–n2t                                                      | 1884                                                        | Krauss/München                                                                     | 1891 körül átépítve C n2vt jellegű XIIl osztályra           |
| 890–893                                                     | XII 5181–5672                                               | 377,001–488 377,601–605                                     | MÁV                                                         | C–n2t                                                       | 1885–1924                                                   | MÁV Gépgyár, Krauss/Linz, Mf. d. StEG, Weitzer                                     |                                                             |
| 894–895                                                     | XIIb 6562                                                   |                                                             | MÁV                                                         | C–n2t                                                       | 1884                                                        | Christian Hagans Gépgyár                                                           | korábban XIIb 5561–5562                                     |
| 896–897                                                     | XIIc 6571–6572                                              |                                                             | MÁV                                                         | C–n2t                                                       | 1865                                                        | Mf. d. StEG                                                                        | korábban XIIc 5571–5572                                     |
| 898–900                                                     | VII 5091–5093                                               |                                                             | BHHÉV                                                       | B–n2tr                                                      | 1891                                                        | MÁV Gépgyár                                                                        |                                                             |
| 901–959                                                     | IIIe 2251–2747                                              | 326,001–497                                                 | MÁV                                                         | C–n2                                                        | 1882–1897                                                   | Wöhlert/Berlin, MÁV Gépgyár, Lf. v. Sigl/Bécsújhely, Krauss/Linz, Mf. d. StEG, WLF |                                                             |
| 1001                                                        | II 1037                                                     | 238,001–058                                                 | EMGV II 22                                                  | 1B–n2                                                       | 1885                                                        | Lf. v. Sigl/Bécsújhely                                                             |                                                             |
| 1002–1004                                                   | IIp 1261–1263                                               | 241,001–003                                                 | EMGV II 27–29                                               | 1B–n2                                                       | 1886                                                        | MÁV Gépgyár                                                                        |                                                             |
| 1005–1014                                                   | III 2113–2122                                               | 335,113–122                                                 | EMGV III 1–7, 10–12                                         | C–n2                                                        | 1871–1872                                                   | Lf. v. Sigl/Bécsújhely                                                             |                                                             |
| 1015–1032                                                   | IIIk 3031–3048                                              | 341,001–018                                                 | BPV 1–18                                                    | C–n2                                                        | 1882–1883                                                   | Wöhlert/Berlin, WLF                                                                |                                                             |
| 1033–1036                                                   | XIIa 6551–6554                                              |                                                             | BPV 19–22                                                   | C–n2t                                                       | 1883–1886                                                   | Krauss/München                                                                     | korábban XIIa 5551–5554                                     |
| 1041–1074                                                   | XII 5181–5672                                               | 377,001–488 377,601–605                                     | MÁV                                                         | C–n2t                                                       | 1885–1924                                                   | MÁV Gépgyár, Krauss/Linz, Mf. d. StEG, Weitzer                                     |                                                             |
| 1076–1078                                                   | X 5155–5157                                                 |                                                             | MÁV                                                         | B–n2t                                                       | 1884                                                        | MÁV Gépgyár                                                                        |                                                             |
| 1079–1099                                                   | II 1038–1058                                                | 238,038–058                                                 | MÉKV 1–21                                                   | 1B–n2                                                       | 1869–1873                                                   | Lf. v. Sigl/Bécsújhely                                                             |                                                             |
| 1100–1123                                                   | III 2123–2146                                               | 335,123–146                                                 | MÉKV 50–73                                                  | C–n2                                                        | 1869–1872                                                   | Lf. v. Sigl/Bécsújhely                                                             |                                                             |
| 1124–1128                                                   | XII 5181–5672                                               | 377,001–488 377,601–605                                     | MÁV                                                         | C–n2t                                                       | 1885–1924                                                   | MÁV Gépgyár, Krauss/Linz, Mf. d. StEG, Weitzer                                     |                                                             |
| 1201–1205                                                   | IVa 4079–4083                                               | 420,039–043                                                 | MÁV                                                         | D–n2                                                        | 1882–1885                                                   | Lf. v. Sigl/Bécsújhely, WLF                                                        |                                                             |
| 1251–1253                                                   | Ia 41–43                                                    | 220,034–036                                                 | MÁV                                                         | 2'B–n2                                                      | 1890–1905                                                   | MÁV Gépgyár, WLF, Lf. v. Sigl/Bécsújhely                                           |                                                             |

Mivel a rendszer a típusok és a mozdonyok számának növekedésével (főleg az OMÁV mozdonyainak 1891-es államosításával) egyre átláthatatlanabbá vált, ezért a szisztémát 1891-ben módosították.

## Második számozási rendszer (1891–1910)
Az 1891-ben bevezetett második számozási rendszerben az osztályjelölés megtartása mellett az azonos osztályú járműveket 1–5 jegyű pályaszámcsoportokba sorolták:
- I. osztály: 1 – 1000 psz.
- II. osztály: 1001 – 2000 psz.
- III. osztály: 2001 – 4000 psz.
- IV. osztály: 4001 – 5000 psz.
- másodrangú mozdonyok: 5001 – 5900 psz.
- harmadrangú mozdonyok: 5901 – 6000 psz.

Az OMÁV-tól átvett mozdonyok számára új osztályokat jelöltek ki: a XIV. – XVIII. osztályokat.
A szertartályos gőzmozdonyokat, köztük az Engerth-rendszerű (támasztószerkocsis, azaz a szertartályos és szerkocsis kivitel közötti átmenetet jelentő) mozdonyokat a szerkocsis mozdonyokkal azonos, de „T” előtaggal ellátott osztályokba átsorolták:
- XIV. osztály → TII. osztály
- XIVa. osztály → TIIa. osztály
- XIVb. osztály → TIIb. osztály
- XIVc. osztály → TIII. osztály
- XV. osztály → TIIIa. osztály
- XVa. osztály → TIIIb. osztály
- XVI. osztály → TIV. osztály
- XVII. osztály → XIV. osztály
- XVIII. osztály → TIVa. osztály

A X., XI., XII. és XIII. osztály TV. osztályba való átsorolása végül elmaradt, vélhetően a típusok eltérő jellege miatt.
Ezen kívül a harmadrangú mozdonyokat a VII. osztályból a XX. osztályba sorozták át, helyükre közúti-vasúti („tramway”-) mozdonyokat soroltak.
1900-ban az Va. osztályú (később 370 sorozatú) mozdonyok várható darabszáma miatt új, 7001-gyel kezdődő pályaszámtartományt nyitottak, továbbá a III. osztályon belül átszámozásra volt szükség a IIIq. osztályú (később 325 sorozatú) mozdonyok növekvő száma miatt.
1907-től az ún. „motorpótló” mozdonyok számára új osztályjelöléseket és pályaszámcsoportot vezettek be: Az osztályjel egy „M”-előtaggal és utána római számokkal jelölve a kapcsolt kerékpárok számát. A pályaszámcsoport pedig 10001-gyel kezdődött.
A rendszert egyes hazai magánvasutak is átvették, sőt azt a MÁV-nál jóval tovább is használták.

### Normál nyomtávolságú mozdonyok
| A MÁV normál nyomtávolságú vontatójárművei / második számozási rendszer 1891 – 1911 | A MÁV normál nyomtávolságú vontatójárművei / második számozási rendszer 1891 – 1911               | A MÁV normál nyomtávolságú vontatójárművei / második számozási rendszer 1891 – 1911 | A MÁV normál nyomtávolságú vontatójárművei / második számozási rendszer 1891 – 1911                                               | A MÁV normál nyomtávolságú vontatójárművei / második számozási rendszer 1891 – 1911 | A MÁV normál nyomtávolságú vontatójárművei / második számozási rendszer 1891 – 1911 | A MÁV normál nyomtávolságú vontatójárművei / második számozási rendszer 1891 – 1911 | A MÁV normál nyomtávolságú vontatójárművei / második számozási rendszer 1891 – 1911 |
| Psz. az 1. rendszerben                                                              | Psz. a 2. rendszerben                                                                             | Psz. a 3. rendszerben                                                               | Eredet | Jelleg                                                                              | Gyártási év                                                                         | Gyártó | Megjegyzés                                                                          |
| ----------------------------------------------------------------------------------- | ------------------------------------------------------------------------------------------------- | ----------------------------------------------------------------------------------- | --- | ----------------------------------------------------------------------------------- | ----------------------------------------------------------------------------------- | --- | ----------------------------------------------------------------------------------- |
| 159–164                                                                             | I 1–6                                                                                             | 259,001–006                                                                         | | 2'B–n2                                                                              | 1874                                                                                | Mf. d. StEG |                                                                                     |
| 183–188, 708–717 723–732, 739–742, 1251–1253                                        | Ia 11–26 Ia 27–211                                                                                | 220,001–197, 201–204                                                                | | 2'B–n2                                                                              | 1881 1890–1905                                                                      | MÁV Gépgyár Lf. v. Sigl/Bécsújhely WLF, Lf. v. Sigl/Bécsújhely | 11–16 Kamper-rendszerű forgóvázzal                                                  |
| 301–305                                                                             | Ib 301–305                                                                                        |                                                                                     | TVV 15–17, 19, 24 | 1B–n2                                                                               | 1880                                                                                | MÁV Gépgyár | Átépítve az Ic. osztályból                                                          |
| 306–307, 309–312, 315                                                               | Ic 306–312                                                                                        |                                                                                     | TVV 18, 20, 22–23, 25–26, 29 | 1B–n2                                                                               | 1857–1858                                                                           | Mf. d. StEG |                                                                                     |
| 195–200, 205–210, 701–707, 718–722 743–750                                          | Id 321–344 Id 345–352                                                                             | 221,001–032                                                                         | MÁV MÉKV 1"–8" | 2'B–n2                                                                              | 1883–1888 1887                                                                      | MÁV Gépgyár |                                                                                     |
| 733–736                                                                             | Ie 481–493                                                                                        | 222,001–093                                                                         | | 2'B–n4v                                                                             | 1890-1904                                                                           | MÁV Gépgyár, WLF, Lf. v. Sigl/Bécsújhely |                                                                                     |
| 737–738                                                                             | If 501–502                                                                                        | 222,094–095                                                                         | | 2'B–n2                                                                              | 1891                                                                                | MÁV Gépgyár |                                                                                     |
|                                                                                     | Ig 601–632                                                                                        | 223,001–032                                                                         | OMÁV 65–122 | 1B1–n2                                                                              | 1882–1891                                                                           | Mf. d. StEG |                                                                                     |
|                                                                                     | Ih 641–649                                                                                        | 320,001–009                                                                         | | 2'C–n2                                                                              | 1892–1896                                                                           | MÁV Gépgyár |                                                                                     |
|                                                                                     | Ik 661–678                                                                                        | 321,001–018                                                                         | | 2'C–n2v                                                                             | 1897–1899                                                                           | MÁV Gépgyár |                                                                                     |
|                                                                                     | Il 701                                                                                            | (201,001)                                                                           | | 2'B1–n2v                                                                            | 1900                                                                                | MÁV Gépgyár | Valójában még átszámozás előtt átépítve 202 sorozatúra                              |
|                                                                                     | Im 801                                                                                            | 202,001–002                                                                         | | 2'B1–n2 később: 2'B1–h2                                                             | 1901                                                                                | MÁV Gépgyár | 202,002: ex. Il 701                                                                 |
|                                                                                     | In 802–825                                                                                        | 203,001–024                                                                         | | 2'B1'–n4v                                                                           | 1906                                                                                | MÁV Gépgyár |                                                                                     |
| 27, 32–34, 88, 92, 105–107 171–173 211–227 228–230 850–859 1001 1079–1099           | II 1001–1009 II 1010–1012 II 1013–1023 II 1024–1026 II 1027–1036 II 1037 II 1038–1058             | 238,001–058                                                                         | MÁV 27…107 VVV 1–3 MKV 11–27 EEV 36–38 MNyV 1–3, 7, 9–14 EMGV II 22 MÉKV 1–21                                                     | 1B–n2                                                                               | 1869–1870 1876–1877 1870–1873 1872 1870–1872 1885 1869–1873                         | Lf. v. Sigl/Bécsújhely | MÁV 215–217, 219–220, 222 → MNyV 9–14 4–6, 8 → kkStB 19.04–07                       |
| 3–8                                                                                 | IIa 1101–1106                                                                                     | 236,001–005                                                                         | MÉV 3–8 | 1B–n2                                                                               | 1865–1867                                                                           | Lf. v. Sigl/Bécsújhely, Lf. v. Sigl/Bécs |                                                                                     |
| 89–91, 97–98, 129                                                                   | IIb 1111–1116                                                                                     | 240,001–006                                                                         | | 1B–n2                                                                               | 1872–1874                                                                           | Lf. v. Sigl/Bécsújhely |                                                                                     |
| 316–325                                                                             | IIc 1121–1130                                                                                     |                                                                                     | TVV 45–54 | 1B–n2                                                                               | 1859                                                                                | Mf. d. StEG |                                                                                     |
| 326–345                                                                             | IId 1131–1150                                                                                     | 239,001–017                                                                         | TVV 73"–77", 78–92 | 1B–n2                                                                               | 1870–1872                                                                           | Karlsruhe |                                                                                     |
| 346–349                                                                             | IIe 1151–1154                                                                                     | 254,001–003                                                                         | TVV 11, 14, 33–34 | 1B–n2                                                                               | 1857–1858                                                                           | Mf. d. StEG |                                                                                     |
| 350–380                                                                             | IIf 1155–1156, 1161–1189                                                                          | 253,001–004 254,004–005                                                             | TVV 5–10, 12–13, 30–32, 35–44, 55–64                                                                                              | 1B–n2                                                                               | 1857–1859                                                                           | Mf. d. StEG |                                                                                     |
| 381–388                                                                             | IIg 1191–1198                                                                                     | 255,001–002                                                                         | TVV 65–72 | 1B–n2                                                                               | 1859                                                                                | Lf. v. Sigl/Bécsújhely |                                                                                     |
| 231–240                                                                             | IIh 1201–1210                                                                                     | 257,001–008                                                                         | EEV 1–10 | 1B–n2                                                                               | 1868                                                                                | Maffei/München |                                                                                     |
| 290–294                                                                             | IIk 1211–1215                                                                                     | 256,001–005                                                                         | EEV 11–15 | 1B–n2                                                                               | 1860                                                                                | Lf. v. Sigl/Bécsújhely |                                                                                     |
| 295–300                                                                             | IIl 1216–1221                                                                                     | 258,001–005                                                                         | EEV 16–21 | 1B–n2                                                                               | 1868                                                                                | Lf. v. Sigl/Bécsújhely |                                                                                     |
| 801–838                                                                             | IIm 1222–1259                                                                                     | 237,001–036                                                                         | AFV 1–38 | 1B–n2                                                                               | 1869–1871                                                                           | Maffei/München Krauss/München Lf. v. Sigl/Bécsújhely |                                                                                     |
| 1002–1004                                                                           | IIp 1261–1263                                                                                     | 241,001–003                                                                         | EMGV II 27–29 | 1B–n2                                                                               | 1886                                                                                | Budapest |                                                                                     |
|                                                                                     | IIq 1271–1277                                                                                     |                                                                                     | ÁVT IIIf 219–233, 207 | 2B–n2                                                                               | 1847, 1850, 1868                                                                    | Maffei/München, Mf. d. StEG, az ÁVT prágai műhelye |                                                                                     |
|                                                                                     | IIr 1281–1285                                                                                     |                                                                                     | ÁVT IIIe 19–29 | 1B–n2                                                                               | 1851, 1854                                                                          | Lf. v. Sigl/Bécsújhely, Mf. d. StEG |                                                                                     |
|                                                                                     | IIs 1286–1300                                                                                     | 252,001–004                                                                         | ÁVT IVr 257–285 | 1B–n2                                                                               | 1852–1854                                                                           | Lf. v. Sigl/Bécsújhely |                                                                                     |
|                                                                                     | TII 1301–1337                                                                                     | 250,001–031                                                                         | ÁVT IV 178–185, 220–230, 248–269                                                                                                  | B3'–n2st                                                                            | 1865–1872                                                                           | Mf. d. StEG |                                                                                     |
|                                                                                     | TIIa 1341–1348                                                                                    | 268,001–002                                                                         | ÁVT IVg' 170–177 | B3'–n2st                                                                            | 1863                                                                                | Mf. d. StEG |                                                                                     |
|                                                                                     | TIIb 1351–1361                                                                                    | 269,001–003                                                                         | ÁVT IVg 32–44 | B3'–n2st                                                                            | 1856                                                                                | Mf. d. StEG |                                                                                     |
| 17…170 215"–217", 219"–220", 222" 241–269 860–876 1005–1014 1100–1123 393–398       | III 2001–2060 III 2061–2066 III 2067–2095 III 2096–2112 III 2113–2122 III 2123–2146 III 2147–2152 | 335,001–152                                                                         | MÁV 17…170 MNyV 22, 26, 28, 36, 38–39 MKV 41–69 MNyV 21, 23–25, 27, 29–35, 37, 40–42, 46 EMGV III 1–7, 10–12 MÉKV 50–73 ArTV I–VI | C–n2                                                                                | 1869–1878 1871–1872 1870 1871–1873 1871–1872 1869–1872 1870                         | Lf. v. Sigl/Bécsújhely, MÁV Gépgyár Lf. v. Sigl/Bécsújhely Lf. v. Sigl/Bécs, Lf. v. Sigl/Bécsújhely Lf. v. Sigl/Bécsújhely Lf. v. Sigl/Bécsújhely Lf. v. Sigl/Bécsújhely Lf. v. Sigl/Bécsújhely | Az 1. számozási rendszer részleteit lásd feljebb                                    |
| 145–158                                                                             | IIIa 2201–2214                                                                                    | 338,001–014                                                                         | | C–n2                                                                                | 1874                                                                                | Mf. d. StEG |                                                                                     |
| 1–2, 9–16                                                                           | IIIb 2221–2230                                                                                    | 355,001–010                                                                         | MÉV 1–2, 9–16 | C–n2                                                                                | 1865–1869                                                                           | Lf. v. Sigl/Bécsújhely |                                                                                     |
| 174–181                                                                             | IIIc 2231–2238                                                                                    | 359,001–008                                                                         | VVV 10–17 | C–n2                                                                                | 1873                                                                                | Lf. v. Sigl/Bécsújhely |                                                                                     |
| 391–392                                                                             | IIId 2241–2242                                                                                    | 314,001–002                                                                         | TVV 93–94 | C–n2                                                                                | 1879                                                                                | MÁV Gépgyár |                                                                                     |
| 401–500, 601–700, 901–959                                                           | IIIe 2251–2747                                                                                    | 326,001–497                                                                         | | C–n2                                                                                | 1882–1897                                                                           | Wöhlert/Berlin, MÁV Gépgyár, Lf. v. Sigl/Bécsújhely, Krauss/Linz, Mf. d. StEG, WLF |                                                                                     |
| 284–289                                                                             | IIIf 3001–3006                                                                                    | 337,001–006                                                                         | EEV 39–44 | C–n2                                                                                | 1872–1873                                                                           | WLF |                                                                                     |
| 270–277                                                                             | IIIg 3011–3018                                                                                    | 336,001–008                                                                         | EEV 28–35 | C–n2                                                                                | 1872                                                                                | Lf. v. Sigl/Bécs, Lf. v. Sigl/Bécsújhely |                                                                                     |
| 278–283                                                                             | IIIh 3021–3026                                                                                    | 357,001–006                                                                         | EEV 22–27 | C–n2                                                                                | 1870                                                                                | Maffei/München |                                                                                     |
| 1015–1032                                                                           | IIIk 3031–3048                                                                                    | 341,001–018                                                                         | BPV 1–18 | C–n2                                                                                | 1882–1883                                                                           | Wöhlert/Berlin, WLF |                                                                                     |
|                                                                                     | IIIl 3051–3060                                                                                    | 339,001–010                                                                         | ÁVT IVf{\displaystyle ^{n}} 551–560                                                                                               | C–n2                                                                                | 1890–1891                                                                           | Mf. d. StEG |                                                                                     |
|                                                                                     | IIIm 3061–3088                                                                                    | 358,001–028                                                                         | ÁVT IVs 809–817, 831–849 | C–n2                                                                                | 1871–1873                                                                           | Mf. d. StEG |                                                                                     |
|                                                                                     | IIIn 3089                                                                                         |                                                                                     | OMÁV IVfc 581 | C–n3v                                                                               | 1892                                                                                | Mf. d. StEG |                                                                                     |
|                                                                                     | IIIp 3091–3132                                                                                    | 340,001–042                                                                         | ÁVT IVf 1001–1010, 1021–1030, 1032–1053                                                                                           | C–n2                                                                                | 1877–1883                                                                           | Mf. d. StEG |                                                                                     |
|                                                                                     | IIIq 3141–3387                                                                                    | 325,001–247                                                                         | | C–n2v                                                                               | 1893–1907                                                                           | MÁV Gépgyár | később részben Brotan-kazánnal                                                      |
|                                                                                     | IIIr 3581–3589                                                                                    | 356,001–005                                                                         | PBV 1–9 | C–n2                                                                                | 1868                                                                                | Mf. d. StEG | korábban IIIr 3181–3189                                                             |
|                                                                                     | IIIs 3601–3640                                                                                    | 322,001–040                                                                         | | 1'C1'–n4v                                                                           | 1908–1909                                                                           | MÁV Gépgyár |                                                                                     |
|                                                                                     | IIIt 3751–3815                                                                                    | 323,001–065                                                                         | | 1'C1'–n2v                                                                           | 1907–1910                                                                           | WLF, Lf. v. Sigl/Bécsújhely, Mf. d. StEG, BMMF |                                                                                     |
|                                                                                     | IIIu 3831–3955                                                                                    | 324,001–125                                                                         | | 1'C1'–n2v (később: 1'C1'–h2)                                                        | 1909–1913                                                                           | MÁV Gépgyár |                                                                                     |
|                                                                                     | TIII 3959–3960                                                                                    | 368,001–002                                                                         | ÁVT IVh 710–727 | C2'–n2st                                                                            | 1856                                                                                | Maffei/München | korábban TIIIb 3191–3200, TIIIb 3891–3900                                           |
|                                                                                     | TIIIa 3961–3976                                                                                   | 369,001–016                                                                         | ÁVT IId 621–625, 632–635, 644–649, 651                                                                                            | C–n2t                                                                               | 1876–1886                                                                           | Mf. d. StEG | korábban TIIIa 3201−3216, TIIIa 3901–3916                                           |
|                                                                                     | TIIIb 3977–3998                                                                                   | 350,001–021                                                                         | ÁVT IVm 860, 866–867, 869–873, 877–880, 890–893, 897, 913–917                                                                     | C–n2t                                                                               | 1881–1890                                                                           | Mf. d. StEG | korábban TIIIb 3221–3242, TIIIb 3921–3942                                           |
| 41–48, 70–72, 76–87, 120–125 126–128                                                | IV 4001–4029 IV 4030–4032                                                                         | 441,001–029 441,030–032                                                             | MÁV EMGV IV 21, 8, 9 | D–n2                                                                                | 1870–1874                                                                           | Lf. v. Sigl/Bécs, Lf. v. Sigl/Bécsújhely |                                                                                     |
| 501–538, 1201–1205                                                                  | IVa 4041–4083                                                                                     | 420,001–043                                                                         | | D–n2                                                                                | 1882–1885                                                                           | Lf. v. Sigl/Bécsújhely, WLF |                                                                                     |
|                                                                                     | IVb 4201–4252                                                                                     | 459,001–052                                                                         | ÁVT V 1112–1149, 1209–1223, 1237–1246                                                                                             | D–n2                                                                                | 1867–1871                                                                           | Mf. d. StEG, Karlsruhe |                                                                                     |
|                                                                                     | TIV 4261–4269                                                                                     | 450,001–009                                                                         | ÁVT Vd 1302–1303, 1307–1313 | D–n2t                                                                               | 1880–1891                                                                           | Mf. d. StEG, MÁV Gépgyár |                                                                                     |
|                                                                                     | TIVa 4270                                                                                         |                                                                                     | ÁVT VI 501–504 | CB'–n2st                                                                            | 1862–1867                                                                           | Mf. d. StEG |                                                                                     |
|                                                                                     | TIVb 4281–4284                                                                                    | 41,001–004                                                                          | | D2'–n4zzt                                                                           | 1896–1900                                                                           | WLF |                                                                                     |
|                                                                                     | TIVc 4291–4297                                                                                    | 40,001–007                                                                          | | 1'D1'–n4zzt                                                                         | 1908–1909                                                                           | WLF |                                                                                     |
|                                                                                     | IVc 4301–4335                                                                                     | 421,001–035                                                                         | | D–n2                                                                                | 1895                                                                                | MÁV Gépgyár |                                                                                     |
|                                                                                     | IVd 4401–4430                                                                                     | 422,001–030                                                                         | | B'B–n4v                                                                             | 1898–1902                                                                           | MÁV Gépgyár |                                                                                     |
|                                                                                     | IVe 4451–4465                                                                                     | 401,001–015                                                                         | | (1B)B–n4v                                                                           | 1905–1908                                                                           | MÁV Gépgyár |                                                                                     |
|                                                                                     | VIm 4501–4530                                                                                     | 651,001–030                                                                         | | C'C–n4v                                                                             | 1909–1914                                                                           | MÁV Gépgyár |                                                                                     |
| 35…144 201–204 539–550 841–849                                                      | V 5001–5021 V 5022–5025 V 5026–5037 V 5038–5046 V 5047–5050                                       | 374,001–050                                                                         | MÁV 35…144 MKV 101–104 DDV 1–12 MÉKV 200–208 Thév 51–54                                                                           | C–n2                                                                                | 1870–1874 1873 1871–1872 1871–1876 1898                                             | Lf. v. Sigl/Bécs, Mödling Lf. v. Sigl/Bécs Lf. v. Sigl/Bécs Lf. v. Sigl/Bécs, MÁV Gépgyár Weitzer                                                                                               | Az 1. számozási rendszer részleteit lásd feljebb                                    |
| 136–141                                                                             | VI 5081–5086                                                                                      | 373,001–006                                                                         | | C–n2                                                                                | 1874                                                                                | Mödling |                                                                                     |
| 898–900                                                                             | VII 5091–5093                                                                                     |                                                                                     | BHHÉV | B–n2tr                                                                              | 1891                                                                                | MÁV Gépgyár |                                                                                     |
|                                                                                     | VII 5091"–5093"                                                                                   | 284,001–002                                                                         | | B–n2t                                                                               |                                                                                     | |                                                                                     |
|                                                                                     | TVIIa 5101–5102                                                                                   |                                                                                     | BHHÉV | B–n2tr                                                                              | 1893–1895                                                                           | WLF |                                                                                     |
| 182, 569–573                                                                        | VIII 5121–5126                                                                                    | 150,001–006                                                                         | | A1 n2t                                                                              | 1880–1884                                                                           | WLF |                                                                                     |
| 389–390                                                                             | IX 5131–5132                                                                                      | 274,001–002                                                                         | TVV 1–2 | B–n2                                                                                | 1879                                                                                | Mf. d. StEG |                                                                                     |
| 189–192, 551–568                                                                    | X 5133–5154                                                                                       | 20,001–022                                                                          | | B–n2t                                                                               | 1881–1883                                                                           | MÁV Gépgyár |                                                                                     |
| 1076–1078                                                                           | X 5155–5157                                                                                       |                                                                                     | | B–n2t                                                                               | 1884                                                                                | MÁV Gépgyár |                                                                                     |
| 193–194                                                                             | XI 5171–5172                                                                                      | 283,001–002                                                                         | | B–n2t                                                                               | 1881                                                                                | WLF |                                                                                     |
| 574–599, 751–790, 890–893, 1041–1074, 1124–1128                                     | XII 5181–5672                                                                                     | 377,001–488 377,601–605                                                             | MÉKV 400–401, Thév 1–14 | C–n2t                                                                               | 1885–1924                                                                           | MÁV Gépgyár, Krauss/Linz, Mf. d. StEG, Weitzer |                                                                                     |
|                                                                                     | XIIIa 5671–5672                                                                                   |                                                                                     | ÁVT IIIa 619"–620" | 1B–n2t                                                                              | 1880                                                                                | Fox, Walker & Co |                                                                                     |
| 1033–1036                                                                           | XIIa 6551–6554                                                                                    |                                                                                     | BPV 19–22 | C–n2t                                                                               | 1883–1886                                                                           | Krauss/München | korábban XIIa 5551–5554; 2 db eladva a KsOd részére (KsOd XIIa)                     |
| 894–895                                                                             | XIIb 6562                                                                                         |                                                                                     | | C–n2t                                                                               | 1884                                                                                | Christian Hagans Gépgyár | korábban XIIb 5561–5562                                                             |
| 896–897                                                                             | XIIc 6571–6572                                                                                    |                                                                                     | | C–n2t                                                                               | 1865                                                                                | Mf. d. StEG | korábban XIIc 5571–5572                                                             |
|                                                                                     | XIId 6581–6597                                                                                    | 382,001–017                                                                         | OMÁV IVcII 474–482, 486–493 | C–n2t                                                                               | 1883–1891                                                                           | Mf. d. StEG | korábban XIId 5581–5597                                                             |
|                                                                                     | XIIe 6601–6605                                                                                    |                                                                                     | ÁVT IVa 601–605 | C–n2t                                                                               | 1870–1873                                                                           | Mf. d. StEG | korábban XIIe 5601–5605                                                             |
|                                                                                     | XIIf 6611–6612                                                                                    |                                                                                     | ÁVT IVb 606–607 | C–n2t                                                                               | 1871–1872                                                                           | Mf. d. StEG | korábban XIIf 5611–5612                                                             |
|                                                                                     | XIIg 6621–6628                                                                                    | 380,001–008                                                                         | ÁVT IVc 610–617 | C–n2t                                                                               | 1880–1881                                                                           | Mf. d. StEG | korábban XIIg 5621–5628                                                             |
|                                                                                     | XIIh 6631–6633                                                                                    | 381,001–003                                                                         | KBV 1–3 | C–n2t                                                                               | 1883                                                                                | Krauss/München | korábban XIIh 5631–5633                                                             |
|                                                                                     | XIIk 6641–6644                                                                                    | 383,001–004                                                                         | KBV 4–7 | C–n2t                                                                               | 1891–1892                                                                           | Mf. d. StEG | korábban XIIk 5641–5644                                                             |
|                                                                                     | XIIl 6651–6662                                                                                    | 384,001–012                                                                         | | C–n2vt                                                                              | 1884                                                                                | Krauss/München | Átépítve az 1B–n2t jellegű XIII osztályból; korábban XIIl 5651–5662                 |
| 877–888                                                                             | XIIl 5651–5662                                                                                    |                                                                                     | MNyV 61–72 | 1B–n2t                                                                              | 1884                                                                                | Krauss/München | 1891 körül C–n2vt jellegű XIIl osztállyá átépítve                                   |
|                                                                                     | XIV 6681–6685                                                                                     | 476,001–005                                                                         | OMÁV Vc 1372–1376 | D–n2t                                                                               | 1888                                                                                | Mf. d. StEG | korábban 5681–5685                                                                  |
|                                                                                     | XIVa 6801–6840                                                                                    | 475,001–040                                                                         | | D–n2t                                                                               | 1896–1901                                                                           | MÁV Gépgyár | korábban 5801–5806                                                                  |
|                                                                                     | Va 7101–7102 Va 7103–7239                                                                         | 370,001–002 370,003–139                                                             | Thév 101–102 | C–n2v                                                                               | 1898–1908                                                                           | MÁV Gépgyár |                                                                                     |
|                                                                                     | TV 7303–7329 TV 7301..7453 TV 7433–7434 TV 7435–7436                                              | 375,001–027 375,301–422 375,701–702 375,801–802                                     | | 1'C1'–n2vt 1'C1'–h2t                                                                | 1907–1911 1911                                                                      | MÁV Gépgyár | Brotan-kazánnal                                                                     |
|                                                                                     | TVa 7736–7738 TVa 7701..7780                                                                      | 376,001–003 376,101–177                                                             | | 1'C1'–n2vt 1'C1'–h2t                                                                | 1910–1922                                                                           | MÁV Gépgyár | légfékkel kézifékkel                                                                |
|                                                                                     | MII 10101–10102                                                                                   | 12,001–002                                                                          | | AA–h2t                                                                              | 1907                                                                                | MÁV Gépgyár |                                                                                     |
|                                                                                     | MI 10001–10002                                                                                    | 10,001–002                                                                          | | A1–n2vt                                                                             | 1908                                                                                | MÁV Északi Főműhely |                                                                                     |
|                                                                                     | MIa 10021–10043                                                                                   | 11,001–031 (később: 175,002, 009, 012, 014)                                         | | 1A–n2vt (később: 1A–h2t)                                                            | 1910, 1913                                                                          | MÁV Gépgyár |                                                                                     |

### Keskeny nyomtávolságú mozdonyok
| A MÁV keskeny nyomtávolságú vontatójárművei / második számozási rendszer 1891-1911 | A MÁV keskeny nyomtávolságú vontatójárművei / második számozási rendszer 1891-1911 | A MÁV keskeny nyomtávolságú vontatójárművei / második számozási rendszer 1891-1911 | A MÁV keskeny nyomtávolságú vontatójárművei / második számozási rendszer 1891-1911 | A MÁV keskeny nyomtávolságú vontatójárművei / második számozási rendszer 1891-1911 | A MÁV keskeny nyomtávolságú vontatójárművei / második számozási rendszer 1891-1911 | A MÁV keskeny nyomtávolságú vontatójárművei / második számozási rendszer 1891-1911 | A MÁV keskeny nyomtávolságú vontatójárművei / második számozási rendszer 1891-1911 | A MÁV keskeny nyomtávolságú vontatójárművei / második számozási rendszer 1891-1911 |
| Psz. az 1. rendszerben                                                             | Psz. a 2. rendszerben                                                              | Psz. a 3. rendszerben                                                              | Eredet                                                                             | Jelleg                                                                             | Gyártási év                                                                        | Gyártó                                                                             | Nyomtáv                                                                            | Megjegyzés                                                                         |
| ---------------------------------------------------------------------------------- | ---------------------------------------------------------------------------------- | ---------------------------------------------------------------------------------- | ---------------------------------------------------------------------------------- | ---------------------------------------------------------------------------------- | ---------------------------------------------------------------------------------- | ---------------------------------------------------------------------------------- | ---------------------------------------------------------------------------------- | ---------------------------------------------------------------------------------- |
|                                                                                    | XX 6901–6904                                                                       | 387,001–004                                                                        | SKV 1–3                                                                            | C–n2                                                                               | 1872, 1897                                                                         | Lf. v. Sigl/Bécs, MÁV Gépgyár                                                      | 1 000 mm                                                                           | korábban XX 5901–5903, később ČSD U 35.1                                           |
| 839–840                                                                            | XXI 6911–6912                                                                      | 389,001–002                                                                        |                                                                                    | C–n2t                                                                              | 1885                                                                               | Lf. v. Sigl/Bécsújhely                                                             | 750 mm                                                                             | átépítve C n2 jellegűre; korábban XXI 5911–5912                                    |
|                                                                                    | XXIa 6941–6945                                                                     | 395,001–005                                                                        |                                                                                    | C1–n2t                                                                             | 1895, 1897                                                                         | Mf. d. StEG, Weitzer                                                               | 760 mm                                                                             | korábban XXIa 5941–5944                                                            |
|                                                                                    | ?                                                                                  | 288,001–002                                                                        | GyVHÉV                                                                             | B–n2t                                                                              | 1903                                                                               | Weitzer                                                                            | 760 mm                                                                             | 1919-től CFR 288,001-002                                                           |
|                                                                                    | XXIb 6961–6966                                                                     | 289,001–006                                                                        | Thév                                                                               | B–n2                                                                               | 1898                                                                               | Weitzer                                                                            | 760 mm                                                                             |                                                                                    |
|                                                                                    | XXIc 6967–6972                                                                     | 490,001–006                                                                        |                                                                                    | D–n2t                                                                              | 1906–1910                                                                          | MÁV Gépgyár                                                                        | 760 mm                                                                             |                                                                                    |
|                                                                                    | XXId 6977–6978                                                                     | 491,001–002                                                                        |                                                                                    | D–n2t                                                                              | 1908                                                                               | O&K                                                                                | 760 mm                                                                             |                                                                                    |
|                                                                                    | XXIe 6979–6986                                                                     | 492,001–008                                                                        |                                                                                    | D–n2t                                                                              | 1908–1909                                                                          | MÁV Gépgyár                                                                        | 760 mm                                                                             |                                                                                    |

## A harmadik számozási rendszer (1911–2010)
Az 1891-ben bevezetett második számozási rendszer sem bizonyult hosszabb távon használhatónak. Egyrészt még így sem volt egyszerűen áttekinthető a rendszer, másrészt egyes osztálycsoportokban (II. és III.) a kiadható kisbetűk – elsősorban a magánvasutak államosításával átvett számos mozdonytípus miatt – kezdtek „elfogyni”. Emiatt döntött a MÁV egy új, az eddigiektől gyökeresen eltérő számozási rendszer bevezetéséről.
A legfontosabb különbség az, hogy a mozdonyok pályaszáma eddig önállóan is egyetlen mozdony egyedi jelzése volt, így a mozdony azonosításához nem volt szükség az osztályjelzés megadására is, az csupán tájékoztatást szolgálhatta. Az új rendszerben viszont a sorozatjel a mozdony azonosításának szerves része és a pályaszám csak a mozdonysorozaton belüli azonosítást szolgálta és alapesetben mindig 001-gyel kezdődött.
A másik lényeges különbség, hogy a sorozatjel három arab számjegyből képződött, melynek – a korábbiakhoz képest több jelentést hordozott. A sorozatjel
- első számjegye a kapcsolt kerékpárok számát jelöli
- a második két számjegy pedig a mozdony tengelyterhelésére, valamint szerkocsis, illetve szertartályos voltára utal:

| Tengelyterhelés  | Szerkocsis | Szertartályos |
| ---------------- | ---------- | ------------- |
| > 14,42 t        | 01–14      | 15–19         |
| (12,36–14,42 t]  | 20–41      | 42–50         |
| (10,30–12,36 t]  | 51–59      | 60–69         |
| ≤ 10,30 t        | 70–74      | 75–84         |
| keskeny nyomközű | 85–89      | 90–99         |

A tengelyterhelésre a mozdony egyes vonalakon való közlekedtethetősége miatt volt szükség: érdekes és jellemző, hogy milyen nagy jelentősége volt ennek a teljes hazai vasúttörténet folyamán. Az átszámozásnál a régi, elavult típusokat az adott tartomány végére, míg az újabbakat az elejére sorolták.
A különleges mozdonyok kétjegyű sorozatjelet kaptak, így:
- 10-19 sorozatok: motorpótló gőzmozdonyok egy hajtott tengellyel
- 20-29 sorozatok: motorpótló gőzmozdonyok két hajtott tengellyel
- 30-39 sorozatok: motorpótló gőzmozdonyok három hajtott tengellyel
- 40-49 sorozatok: fogaskerekű gőzmozdonyok
- 50-79 sorozatok: villamos mozdonyok (1932-ig)
- 80–89 sorozatok: belsőégésű motoros sorozatok
- 90-99 sorozatok: tűznélküli (gőztárolós) gőzmozdonyok

### Gőzmozdonyok

#### "Motorpótló" gőzmozdonyok
| A MÁV motorpótló gőzmozdonyai / harmadik számozási rendszer 1911 – | A MÁV motorpótló gőzmozdonyai / harmadik számozási rendszer 1911 – | A MÁV motorpótló gőzmozdonyai / harmadik számozási rendszer 1911 – | A MÁV motorpótló gőzmozdonyai / harmadik számozási rendszer 1911 – | A MÁV motorpótló gőzmozdonyai / harmadik számozási rendszer 1911 – | A MÁV motorpótló gőzmozdonyai / harmadik számozási rendszer 1911 – | A MÁV motorpótló gőzmozdonyai / harmadik számozási rendszer 1911 – | A MÁV motorpótló gőzmozdonyai / harmadik számozási rendszer 1911 – |
| Psz. az 1. rendszerben                                             | Psz. a 2. rendszerben                                              | Psz. a 3. rendszerben                                              | Eredet                                                             | Jelleg                                                             | Gyártási év                                                        | Gyártó                                                             | Megjegyzés                                                         |
| ------------------------------------------------------------------ | ------------------------------------------------------------------ | ------------------------------------------------------------------ | ------------------------------------------------------------------ | ------------------------------------------------------------------ | ------------------------------------------------------------------ | ------------------------------------------------------------------ | ------------------------------------------------------------------ |
|                                                                    | MI 10001–10002                                                     | 10,001–002                                                         |                                                                    | A1–n2vt                                                            | 1908                                                               | MÁV Északi Főműhely                                                |                                                                    |
|                                                                    | MIa 10021–10043                                                    | 11,001–031 (később: 175,002, 009, 012, 014)                        |                                                                    | 1A–n2vt (később: 1A–h2t)                                           | 1910, 1913                                                         | MÁV Gépgyár                                                        |                                                                    |
|                                                                    | MII 10101–10102                                                    | 12,001–002                                                         |                                                                    | AA–h2t                                                             | 1907                                                               | MÁV Gépgyár                                                        |                                                                    |
| 189–192, 551–568                                                   | X 5133–5154                                                        | 20,001–022                                                         |                                                                    | B–n2t                                                              | 1881–1883                                                          | MÁV Gépgyár                                                        |                                                                    |
|                                                                    |                                                                    | 22,001–158 22,501–510                                              | JDŽ 16                                                             | 1'B1'–h2t                                                          | 1928–1940                                                          | MÁVAG                                                              | később 275 sorozat                                                 |

#### Fogaskerekű gőzmozdonyok
| A MÁV fogaskerekű gőzmozdonyai / harmadik számozási rendszer 1911 – | A MÁV fogaskerekű gőzmozdonyai / harmadik számozási rendszer 1911 – | A MÁV fogaskerekű gőzmozdonyai / harmadik számozási rendszer 1911 – | A MÁV fogaskerekű gőzmozdonyai / harmadik számozási rendszer 1911 – | A MÁV fogaskerekű gőzmozdonyai / harmadik számozási rendszer 1911 – | A MÁV fogaskerekű gőzmozdonyai / harmadik számozási rendszer 1911 – | A MÁV fogaskerekű gőzmozdonyai / harmadik számozási rendszer 1911 – | A MÁV fogaskerekű gőzmozdonyai / harmadik számozási rendszer 1911 – |
| Psz. az 1. rendszerben                                              | Psz. a 2. rendszerben                                               | Psz. a 3. rendszerben                                               | Eredet                                                              | Jelleg                                                              | Gyártási év                                                         | Gyártó                                                              | Megjegyzés                                                          |
| ------------------------------------------------------------------- | ------------------------------------------------------------------- | ------------------------------------------------------------------- | ------------------------------------------------------------------- | ------------------------------------------------------------------- | ------------------------------------------------------------------- | ------------------------------------------------------------------- | ------------------------------------------------------------------- |
|                                                                     | TIVc 4291–4297                                                      | 40,001–007                                                          |                                                                     | 1'D1'–n4zzt                                                         | 1908–1909                                                           | WLF                                                                 |                                                                     |
|                                                                     | TIVb 4281–4284                                                      | 41,001–004                                                          |                                                                     | D2'–n4zzt                                                           | 1896–1900                                                           | WLF                                                                 |                                                                     |

#### Tűznélküli gőzmozdonyok
| A MÁV tűz nélküli gőzmozdonyai / harmadik számozási rendszer 1911 – | A MÁV tűz nélküli gőzmozdonyai / harmadik számozási rendszer 1911 – | A MÁV tűz nélküli gőzmozdonyai / harmadik számozási rendszer 1911 – | A MÁV tűz nélküli gőzmozdonyai / harmadik számozási rendszer 1911 – | A MÁV tűz nélküli gőzmozdonyai / harmadik számozási rendszer 1911 – | A MÁV tűz nélküli gőzmozdonyai / harmadik számozási rendszer 1911 – | A MÁV tűz nélküli gőzmozdonyai / harmadik számozási rendszer 1911 – | A MÁV tűz nélküli gőzmozdonyai / harmadik számozási rendszer 1911 – |
| Psz. az 1. rendszerben                                              | Psz. a 2. rendszerben                                               | Psz. a 3. rendszerben                                               | Eredet                                                              | Jelleg                                                              | Gyártási év                                                         | Gyártó                                                              | Megjegyzés                                                          |
| ------------------------------------------------------------------- | ------------------------------------------------------------------- | ------------------------------------------------------------------- | ------------------------------------------------------------------- | ------------------------------------------------------------------- | ------------------------------------------------------------------- | ------------------------------------------------------------------- | ------------------------------------------------------------------- |
|                                                                     |                                                                     | 91,001                                                              |                                                                     | B–n2                                                                | 1915                                                                | Krauss/Linz                                                         |                                                                     |

#### Gőzmozdonyok egy hajtott tengellyel
| A MÁV egy hajtott tengelyű gőzmozdonyai / harmadik számozási rendszer 1911 – | A MÁV egy hajtott tengelyű gőzmozdonyai / harmadik számozási rendszer 1911 – | A MÁV egy hajtott tengelyű gőzmozdonyai / harmadik számozási rendszer 1911 – | A MÁV egy hajtott tengelyű gőzmozdonyai / harmadik számozási rendszer 1911 – | A MÁV egy hajtott tengelyű gőzmozdonyai / harmadik számozási rendszer 1911 – | A MÁV egy hajtott tengelyű gőzmozdonyai / harmadik számozási rendszer 1911 – | A MÁV egy hajtott tengelyű gőzmozdonyai / harmadik számozási rendszer 1911 – | A MÁV egy hajtott tengelyű gőzmozdonyai / harmadik számozási rendszer 1911 – |
| Psz. az 1. rendszerben                                                       | Psz. a 2. rendszerben                                                        | Psz. a 3. rendszerben                                                        | Eredet                                                                       | Jelleg                                                                       | Gyártási év                                                                  | Gyártó                                                                       | Megjegyzés                                                                   |
| ---------------------------------------------------------------------------- | ---------------------------------------------------------------------------- | ---------------------------------------------------------------------------- | ---------------------------------------------------------------------------- | ---------------------------------------------------------------------------- | ---------------------------------------------------------------------------- | ---------------------------------------------------------------------------- | ---------------------------------------------------------------------------- |
| 182, 569–573                                                                 | VIII 5121–5126                                                               | 150,001–006                                                                  |                                                                              | A1 n2t                                                                       | 1880–1884                                                                    | WLF                                                                          |                                                                              |
|                                                                              | MIa 10021–10043                                                              | 175,002, 009, 012, 014 (korábban: 11,001–031)                                |                                                                              | 1A–h2t (korábban: 1A–n2vt)                                                   | 1910, 1913                                                                   | MÁV Gépgyár                                                                  |                                                                              |

#### Gőzmozdonyok két kapcsolt tengellyel
| A MÁV két kapcsolt tengelyű gőzmozdonyai / harmadik számozási rendszer 1911 – | A MÁV két kapcsolt tengelyű gőzmozdonyai / harmadik számozási rendszer 1911 –         | A MÁV két kapcsolt tengelyű gőzmozdonyai / harmadik számozási rendszer 1911 – | A MÁV két kapcsolt tengelyű gőzmozdonyai / harmadik számozási rendszer 1911 – | A MÁV két kapcsolt tengelyű gőzmozdonyai / harmadik számozási rendszer 1911 – | A MÁV két kapcsolt tengelyű gőzmozdonyai / harmadik számozási rendszer 1911 – | A MÁV két kapcsolt tengelyű gőzmozdonyai / harmadik számozási rendszer 1911 – | A MÁV két kapcsolt tengelyű gőzmozdonyai / harmadik számozási rendszer 1911 – |
| Psz. az 1. rendszerben                                                        | Psz. a 2. rendszerben                                                                 | Psz. a 3. rendszerben                                                         | Eredet                                                                        | Jelleg                                                                        | Gyártási év                                                                   | Gyártó                                                                        | Megjegyzés                                                                    |
| ----------------------------------------------------------------------------- | ------------------------------------------------------------------------------------- | ----------------------------------------------------------------------------- | ----------------------------------------------------------------------------- | ----------------------------------------------------------------------------- | ----------------------------------------------------------------------------- | ----------------------------------------------------------------------------- | ----------------------------------------------------------------------------- |
|                                                                               | Il 701                                                                                | (201,001)                                                                     |                                                                               | 2'B1–n2v                                                                      | 1900                                                                          | MÁV Gépgyár                                                                   | Valójában még átszámozás előtt átépítve 202 sorozatúra                        |
|                                                                               |                                                                                       | 201II,301                                                                     | PKP Pd1-                                                                      | 2'B–n2v                                                                       | 1900                                                                          | Schichau, Union                                                               | Eredetileg porosz S 3 sorozat                                                 |
|                                                                               | Im 801                                                                                | 202,001–002                                                                   |                                                                               | 2'B1–n2 később: 2'B1–h2                                                       | 1901                                                                          | MÁV Gépgyár                                                                   | 202,002: ex. Il 701                                                           |
|                                                                               | In 802–825                                                                            | 203,001–024                                                                   |                                                                               | 2'B1'–n4v                                                                     | 1906                                                                          | MÁV Gépgyár                                                                   |                                                                               |
| 183–188, 708–717 723–732, 739–742, 1251–1253                                  | Ia 11–26 Ia 27–211                                                                    | 220,001–197, 201–204                                                          |                                                                               | 2'B–n2                                                                        | 1881 1890–1905                                                                | MÁV Gépgyár Lf. v. Sigl/Bécsújhely WLF, Lf. v. Sigl/Bécsújhely                | 11–16 Kamper-rendszerű forgóvázzal                                            |
| 195–200, 205–210, 701–707, 718–722 743–750                                    | Id 321–344 Id 345–352                                                                 | 221,001–032                                                                   | MÁV MÉKV 1"–8"                                                                | 2'B–n2                                                                        | 1883–1888 1887                                                                | MÁV Gépgyár                                                                   |                                                                               |
| 733–736 737–738                                                               | Ie 481–493 If 501–502                                                                 | 222,001–093 222,094–095                                                       |                                                                               | 2'B–n4v                                                                       | 1890-1904 1891                                                                | MÁV Gépgyár, WLF, Lf. v. Sigl/Bécsújhely                                      |                                                                               |
|                                                                               | Ig 601–632                                                                            | 223,001–032                                                                   | OMÁV 65–122                                                                   | 1B1–n2                                                                        | 1882–1891                                                                     | Mf. d. StEG                                                                   |                                                                               |
|                                                                               |                                                                                       | 224,301–304 224,305–309                                                       | DSA 106.101–104 DSA 106.125–129                                               | 2'B–n2v                                                                       | 1898–1899 1902–1903                                                           | Mf. d. StEG MÁV Gépgyár                                                       |                                                                               |
|                                                                               |                                                                                       | 225,301–304 225,901–902                                                       | DSA 206.01–04 306.01–02                                                       | 2'B–n2v 2'B–h2v                                                               | 1904–1906 1910                                                                | MÁV Gépgyár                                                                   |                                                                               |
|                                                                               |                                                                                       | 226,301–3..                                                                   | DSA 17c.01–..                                                                 | 2'B–n2                                                                        | 1894–1901                                                                     | WLF, MÁV Gépgyár                                                              |                                                                               |
|                                                                               |                                                                                       | 227,001–002                                                                   | ČSD 264.202, 206                                                              | 2'B–n2                                                                        | 1900                                                                          | Mf. d. StEG                                                                   | [ 1 ]                                                                         |
| 3–8                                                                           | IIa 1101–1106                                                                         | 236,001–005                                                                   | MÉV 3–8                                                                       | 1B–n2                                                                         | 1865–1867                                                                     | Lf. v. Sigl/Bécsújhely, Lf. v. Sigl/Bécs                                      |                                                                               |
| 801–838                                                                       | IIm 1222–1259                                                                         | 237,001–036                                                                   | AFV 1–38                                                                      | 1B–n2                                                                         | 1869–1871                                                                     | Maffei/München Krauss/München Lf. v. Sigl/Bécsújhely                          |                                                                               |
| 27, 32–34, 88, 92, 105–107 171–173 211–227 228–230 850–859 1001 1079–1099     | II 1001–1009 II 1010–1012 II 1013–1023 II 1024–1026 II 1027–1036 II 1037 II 1038–1058 | 238,001–058                                                                   | MÁV 27…107 VVV 1–3 MKV 11–27 EEV 36–38 MNyV 1–3, 7, 9–14 EMGV II 22 MÉKV 1–21 | 1B–n2                                                                         | 1869–1870 1876–1877 1870–1873 1872 1870–1872 1885 1869–1873                   | Lf. v. Sigl/Bécsújhely                                                        | MÁV 215–217, 219–220, 222 → MNyV 9–14 4–6, 8 → kkStB 19.04–07                 |
| 326–345                                                                       | IId 1131–1150                                                                         | 239,001–017                                                                   | TVV 73"–77", 78–92                                                            | 1B–n2                                                                         | 1870–1872                                                                     | Karlsruhe                                                                     |                                                                               |
| 89–91, 97–98, 129                                                             | IIb 1111–1116                                                                         | 240,001–006                                                                   |                                                                               | 1B–n2                                                                         | 1872–1874                                                                     | Lf. v. Sigl/Bécsújhely                                                        |                                                                               |
| 1002–1004                                                                     |                                                                                       | 241,001–003                                                                   | EMGV II 27–29                                                                 | 1B–n2                                                                         | 1886                                                                          | Budapest                                                                      |                                                                               |
|                                                                               |                                                                                       | 242,001–004                                                                   |                                                                               | 2'B2'–h2t                                                                     | 1937–1939                                                                     | Budapest                                                                      |                                                                               |
| 350–380                                                                       | IIf 1155–1156, 1161–1189                                                              | 253,001–004 254,004–005                                                       | TVV 5–10, 12–13, 30–32, 35–44, 55–64                                          | 1B–n2                                                                         | 1857–1859                                                                     | Mf. d. StEG                                                                   |                                                                               |
| 346–349                                                                       | IIe 1151–1154                                                                         | 254,001–003                                                                   | TVV 11, 14, 33–34                                                             | 1B–n2                                                                         | 1857–1858                                                                     | Mf. d. StEG                                                                   |                                                                               |
| 381–388                                                                       | IIg 1191–1198                                                                         | 255,001–002                                                                   | TVV 65–72                                                                     | 1B–n2                                                                         | 1859                                                                          | Lf. v. Sigl/Bécsújhely                                                        |                                                                               |
| 290–294                                                                       | IIk 1211–1215                                                                         | 256,001–005                                                                   | EEV 11–15                                                                     | 1B–n2                                                                         | 1860                                                                          | Lf. v. Sigl/Bécsújhely                                                        |                                                                               |
| 231–240                                                                       | IIh 1201–1210                                                                         | 257,001–008                                                                   | EEV 1–10                                                                      | 1B–n2                                                                         | 1868                                                                          | Maffei/München                                                                |                                                                               |
| 295–300                                                                       | IIl 1216–1221                                                                         | 258,001–005                                                                   | EEV 16–21                                                                     | 1B–n2                                                                         | 1868                                                                          | Lf. v. Sigl/Bécsújhely                                                        |                                                                               |
|                                                                               | TII 1301–1337                                                                         | 250,001–031                                                                   | ÁVT IV 178–185, 220–230, 248–269                                              | B3'–n2st                                                                      | 1865–1872                                                                     | Mf. d. StEG                                                                   |                                                                               |
|                                                                               | IIs 1286–1300                                                                         | 252,001–004                                                                   | ÁVT IVr 257–285                                                               | 1B–n2                                                                         | 1852–1854                                                                     | Lf. v. Sigl/Bécsújhely                                                        |                                                                               |
| 159–164                                                                       | I 1–6                                                                                 | 259,001–006                                                                   |                                                                               | 2'B–n2                                                                        | 1874                                                                          | Mf. d. StEG                                                                   |                                                                               |
|                                                                               | TIIa 1341–1348                                                                        | 268,001–002                                                                   | ÁVT IVg' 170–177                                                              | B3'–n2st                                                                      | 1863                                                                          | Mf. d. StEG                                                                   |                                                                               |
|                                                                               | TIIb 1351–1361                                                                        | 269,001–003                                                                   | ÁVT IVg 32–44                                                                 | B3'–n2st                                                                      | 1856                                                                          | Mf. d. StEG                                                                   |                                                                               |
|                                                                               |                                                                                       | 273,001–003                                                                   | SzCsV 101–103                                                                 | 1B–n2                                                                         | 1891–1894                                                                     | Lf. v. Sigl/Bécsújhely                                                        | Eredetileg GYSEV IIs. osztály 101–103                                         |
| 389–390                                                                       | IX 5131–5132                                                                          | 274,001–002                                                                   | TVV 1–2                                                                       | B–n2                                                                          | 1879                                                                          | Mf. d. StEG                                                                   |                                                                               |
|                                                                               |                                                                                       | 275,001–158 275,501–510                                                       | JDŽ 16                                                                        | 1'B1'–h2t                                                                     | 1928–1940                                                                     | MÁVAG                                                                         | korábban 22 sorozat                                                           |
|                                                                               |                                                                                       | 282,001–002                                                                   | DV 101.1–2                                                                    | B–n2t                                                                         | 1883                                                                          | Hagans                                                                        | Kőszeg–Szombathelyi HÉV KŐSZEG, JURISICZ.                                     |
| 193–194                                                                       | XI 5171–5172                                                                          | 283,001–002                                                                   |                                                                               | B–n2t                                                                         | 1881                                                                          | WLF                                                                           |                                                                               |
|                                                                               | VII 5091"–5093"                                                                       | 284,001–002                                                                   |                                                                               | B–n2t                                                                         |                                                                               |                                                                               |                                                                               |
|                                                                               | XXIb 6961–6966                                                                        | 289,001–006                                                                   | Thév                                                                          | B–n2                                                                          | 1898                                                                          | Weitzer                                                                       | 760 mm nyomtáv                                                                |
|                                                                               |                                                                                       | 290,001                                                                       | DVGV I.                                                                       | B–n2t                                                                         | 1882                                                                          | Krauss & Co./München                                                          | 950 mm nyomtáv, eredetileg DGV I., majd DVEV I.                               |
|                                                                               |                                                                                       | 291,001                                                                       | DVGV II.                                                                      | B–n2t                                                                         | 1909                                                                          | O & K/Berlin-Drewitz                                                          | 950 mm nyomtáv, eredetileg DGV II., majd DVEV II.                             |

#### Gőzmozdonyok három kapcsolt tengellyel
| A MÁV három kapcsolt kerékpárú gőzmozdonyai / harmadik számozási rendszer 1911 – | A MÁV három kapcsolt kerékpárú gőzmozdonyai / harmadik számozási rendszer 1911 –                  | A MÁV három kapcsolt kerékpárú gőzmozdonyai / harmadik számozási rendszer 1911 –                      | A MÁV három kapcsolt kerékpárú gőzmozdonyai / harmadik számozási rendszer 1911 –                                                  | A MÁV három kapcsolt kerékpárú gőzmozdonyai / harmadik számozási rendszer 1911 – | A MÁV három kapcsolt kerékpárú gőzmozdonyai / harmadik számozási rendszer 1911 – | A MÁV három kapcsolt kerékpárú gőzmozdonyai / harmadik számozási rendszer 1911 – | A MÁV három kapcsolt kerékpárú gőzmozdonyai / harmadik számozási rendszer 1911 –   |
| Psz. az 1. rendszerben                                                           | Psz. a 2. rendszerben                                                                             | Psz. a 3. rendszerben                                                                                 | Eredet | Jelleg                                                                           | Gyártási év                                                                      | Gyártó | Megjegyzés                                                                         |
| -------------------------------------------------------------------------------- | ------------------------------------------------------------------------------------------------- | --- | --- | -------------------------------------------------------------------------------- | -------------------------------------------------------------------------------- | --- | ---------------------------------------------------------------------------------- |
|                                                                                  |                                                                                                   | 301,001–020 301,501–502                                                                               | | 2'C1'–h4 2'C1'–h4v                                                               | 1911-1914 1911                                                                   | MÁV Gépgyár |                                                                                    |
|                                                                                  |                                                                                                   | 302,501–504 302,601–610                                                                               | DSA 109.110–113 DSA 109.26, 101–109                                                                                               | 2'C–h2                                                                           | 1927–1930 1913–1917                                                              | MÁVAG WLF, MÁV Gépgyár |                                                                                    |
|                                                                                  |                                                                                                   | 303,001–002                                                                                           | | 2'C2'–h2                                                                         | 1951                                                                             | MÁVAG |                                                                                    |
| 391–392                                                                          | IIId 2241–2242                                                                                    | 314,001–002                                                                                           | TVV 93–94 | C–n2                                                                             | 1879                                                                             | MÁV Gépgyár |                                                                                    |
|                                                                                  |                                                                                                   | 315,801–818                                                                                           | | 1'C1'–h2t                                                                        | 1917–1918                                                                        | MÁV Gépgyár Henschel | 1929–1931-ben átalakítva a 342 sorozatból                                          |
|                                                                                  |                                                                                                   | 318,001                                                                                               | Dunai Vasmű | C–h2t                                                                            | 1954                                                                             | Lb KM |                                                                                    |
|                                                                                  |                                                                                                   | 319,001                                                                                               | Dunai Vasmű | C–h2t                                                                            | 1953                                                                             | Lb KM |                                                                                    |
|                                                                                  | Ih 641–649                                                                                        | 320,001–009                                                                                           | | 2'C–n2                                                                           | 1892–1896                                                                        | MÁV Gépgyár |                                                                                    |
|                                                                                  | Ik 661–678                                                                                        | 321,001–018                                                                                           | | 2'C–n2v                                                                          | 1897–1899                                                                        | MÁV Gépgyár |                                                                                    |
|                                                                                  | IIIs 3601–3640                                                                                    | 322,001–040 322,501–506                                                                               | ČSD 365.201..210 | 1'C1'–n4v 1'C1'–h2                                                               | 1908–1909                                                                        | MÁV Gépgyár | a ČSD által iker-túlhevítősre átépítve                                             |
|                                                                                  | IIIt 3751–3815                                                                                    | 323,001–065 323,066–068 323,068", 069 323,901–906 323,907 323,908 323,1006                            | HDŽ 107-005..008 323,066, 018 DV 429.01–06 PKP Ol12-24 323,907 HDŽ 107-006                                                        | 1'C1'–n2v 1'C1'–h2v 1'C1'–n2v                                                    | 1907–1910 1907–1909 1911 1909                                                    | Mf. d. StEG, BMMF, WLF MÁV Gépgyár BMMF | ex JDŽ, részben ex MÁV ex kkStB 429.116 ex JDŽ ex kkStB 329.86                     |
|                                                                                  | IIIu 3831–3955                                                                                    | 324,001–125 324,126–355 324,401–543 324,544–805 324,806–845 324,901–995 324,1501–1589                 | 324,001..355 | 1'C1'–n2v 1'C1'–h2                                                               | 1909–1923                                                                        | MÁV Gépgyár | Brotan-kazánnal iker-túlhevítősre átépítve                                         |
|                                                                                  | IIIq 3141–3387                                                                                    | 325,001–247 325,248                                                                                   | 325,096 | C–n2v                                                                            | 1893–1907                                                                        | MÁV Gépgyár | ex ČSD, ex MÁV                                                                     |
| 401–500, 601–700, 901–959                                                        | IIIe 2251–2747                                                                                    | 326,001–497                                                                                           | | C–n2                                                                             | 1882–1897                                                                        | Wöhlert/Berlin, MÁV Gépgyár, Lf. v. Sigl/Bécsújhely, Krauss/Linz, Mf. d. StEG, WLF |                                                                                    |
|                                                                                  |                                                                                                   | 327,001–138 327,139–152 327,501–502 327,1501                                                          | 327,009..123 327,501 | 2'C–h2 2'C–h2v 2'C–h2                                                            | 1912–1914 1912                                                                   | MÁV Gépgyár | ikergépezetűre átépítve                                                            |
|                                                                                  |                                                                                                   | 328,003–058 328,601–683 328,501–508                                                                   | ČSD 375.101..115 | 2'C–h2                                                                           | 1919–1922                                                                        | MÁV Gépgyár Henschel | a ČSD által síktűzszekrényesre átépítve                                            |
|                                                                                  |                                                                                                   | 329,501–510                                                                                           | 363.001–010 | 2'C–h2                                                                           | 1908                                                                             | WLF | korábban ÁVT 36.0 sorozat, majd kkStB 211 sorozat                                  |
|                                                                                  |                                                                                                   | 330,301–321 330,322–344 330,345–346                                                                   | DSA60.1122..1164 ČSD 344.104..137 330,327–328                                                                                     | 1'C–n2v                                                                          | 1898–1910                                                                        | WLF, Lf. v. Sigl, Mf. d. StEG, MÁV Gépgyár |                                                                                    |
|                                                                                  |                                                                                                   | 331,001–010                                                                                           | ČSD 354.501..511 | 2'C–n2                                                                           | 1902–1903                                                                        | Lf. v. Sigl | korábban KFNB IIIc 801–811, majd kkStB 27.01–11                                    |
|                                                                                  |                                                                                                   | 332,001–0..                                                                                           | DSA 29 | C–n2                                                                             | 1860–1872                                                                        | Mf. d. StEG, Lf. v. Sigl, Esslingen | Korábban DV 23 sorozat                                                             |
|                                                                                  |                                                                                                   | 333,001–018                                                                                           | DSA 32c 1611..1683 | C–n2                                                                             | 1884–1900                                                                        | Mf. d. StEG, Lf. v. Sigl, WLF, MÁV Gépgyár |                                                                                    |
|                                                                                  |                                                                                                   | 334,001–008                                                                                           | SBB 3406..3415 | C–n2                                                                             | 1891–1895                                                                        | SLM | korábban NOB D 3/3 366..375                                                        |
| 17…170 215"–217", 219"–220", 222" 241–269 860–876 1005–1014 1100–1123 393–398    | III 2001–2060 III 2061–2066 III 2067–2095 III 2096–2112 III 2113–2122 III 2123–2146 III 2147–2152 | 335,001–152                                                                                           | MÁV 17…170 MNyV 22, 26, 28, 36, 38–39 MKV 41–69 MNyV 21, 23–25, 27, 29–35, 37, 40–42, 46 EMGV III 1–7, 10–12 MÉKV 50–73 ArTV I–VI | C–n2                                                                             | 1869–1878 1871–1872 1870 1871–1873 1871–1872 1869–1872 1870                      | Lf. v. Sigl/Bécsújhely, MÁV Gépgyár Lf. v. Sigl/Bécsújhely Lf. v. Sigl/Bécs, Lf. v. Sigl/Bécsújhely Lf. v. Sigl/Bécsújhely Lf. v. Sigl/Bécsújhely Lf. v. Sigl/Bécsújhely Lf. v. Sigl/Bécsújhely | Az 1. számozási rendszer részleteit lásd feljebb                                   |
| 270–277                                                                          | IIIg 3011–3018                                                                                    | 336,001–008                                                                                           | EEV 28–35 | C–n2                                                                             | 1872                                                                             | Lf. v. Sigl/Bécs, Lf. v. Sigl/Bécsújhely |                                                                                    |
|                                                                                  |                                                                                                   | 336II,001–011                                                                                         | ČSD 312.201..239 | C–n2                                                                             | 1871–1872                                                                        | Strousberg, Schwartzkopff, WLF | korábban ÖNWB Vb, Vc, Vd és Ve sorozat, majd kkStB 151.01… Eleinte MÁV 351 sorozat |
| 284–289                                                                          | IIIf 3001–3006                                                                                    | 337,001–006                                                                                           | EEV 39–44 | C–n2                                                                             | 1872–1873                                                                        | WLF |                                                                                    |
| 145–158                                                                          | IIIa 2201–2214                                                                                    | 338,001–014                                                                                           | | C–n2                                                                             | 1874                                                                             | Mf. d. StEG |                                                                                    |
|                                                                                  | IIIl 3051–3060                                                                                    | 339,001–010                                                                                           | ÁVT IVf{\displaystyle ^{n}} 551–560                                                                                               | C–n2                                                                             | 1890–1891                                                                        | Mf. d. StEG |                                                                                    |
|                                                                                  | IIIp 3091–3132                                                                                    | 340,001–042                                                                                           | ÁVT IVf 1001–1010, 1021–1030, 1032–1053                                                                                           | C–n2                                                                             | 1877–1883                                                                        | Mf. d. StEG |                                                                                    |
| 1015–1032                                                                        | IIIk 3031–3048                                                                                    | 341,001–018                                                                                           | BPV 1–18 | C–n2                                                                             | 1882–1883                                                                        | Wöhlert/Berlin, WLF |                                                                                    |
|                                                                                  |                                                                                                   | 342,001–252 342,901–942 342,945–947                                                                   | 342,050, 180, 916 | 1'C1'–h2t                                                                        | 1915–1919                                                                        | MÁV Gépgyár Henschel | ex CFR, ex MÁV                                                                     |
|                                                                                  |                                                                                                   | 343,301–315                                                                                           | ČSD 354.040..0125 | 1'C1'–n2vt                                                                       | 1904–1916                                                                        | Lf. v. Sigl, WLF, Mf. d. StEG, BMMF, Krauss/Linz | korábban kkStB 229.01..239                                                         |
|                                                                                  | TIIIb 3977–3998                                                                                   | 350,001–021                                                                                           | ÁVT IVm 860, 866–867, 869–873, 877–880, 890–893, 897, 913–917                                                                     | C–n2t                                                                            | 1881–1890                                                                        | Mf. d. StEG | korábban TIIIb 3221–3242, TIIIb 3921–3942                                          |
|                                                                                  |                                                                                                   | 351,001–011                                                                                           | ČSD 312.201..239 | C–n2                                                                             | 1871–1872                                                                        | Strousberg, Schwartzkopff, WLF | korábban ÖNWB Vb, Vc, Vd és Ve sorozat, majd kkStB 151.01… Később 336II sorozat    |
| 1–2, 9–16                                                                        | IIIb 2221–2230                                                                                    | 355,001–010                                                                                           | MÉV 1–2, 9–16 | C–n2                                                                             | 1865–1869                                                                        | Lf. v. Sigl/Bécsújhely |                                                                                    |
|                                                                                  | IIIr 3581–3589                                                                                    | 356,001–005                                                                                           | PBV 1–9 | C–n2                                                                             | 1868                                                                             | Mf. d. StEG | korábban IIIr 3181–3189                                                            |
| 278–283                                                                          | IIIh 3021–3026                                                                                    | 357,001–006                                                                                           | EEV 22–27 | C–n2                                                                             | 1870                                                                             | Maffei/München |                                                                                    |
|                                                                                  | IIIm 3061–3088                                                                                    | 358,001–028                                                                                           | ÁVT IVs 809–817, 831–849 | C–n2                                                                             | 1871–1873                                                                        | Mf. d. StEG |                                                                                    |
| 174–181                                                                          | IIIc 2231–2238                                                                                    | 359,001–008                                                                                           | VVV 10–17 | C–n2                                                                             | 1873                                                                             | Lf. v. Sigl/Bécsújhely |                                                                                    |
|                                                                                  |                                                                                                   | 361,001–003                                                                                           | DSA 32d 1801..1822 | C–n2t                                                                            | 1884–1906                                                                        | WLF, Lf. v. Sigl |                                                                                    |
|                                                                                  | TIII 3959–3960                                                                                    | 368,001–002                                                                                           | ÁVT IVh 710–727 | C2'–n2st                                                                         | 1856                                                                             | Maffei/München | korábban TIIIb 3191–3200, TIIIb 3891–3900                                          |
|                                                                                  | TIIIa 3961–3976                                                                                   | 369,001–016                                                                                           | ÁVT IId 621–625, 632–635, 644–649, 651                                                                                            | C–n2t                                                                            | 1876–1886                                                                        | Mf. d. StEG | korábban TIIIa 3201−3216, TIIIa 3901–3916                                          |
|                                                                                  | Va 7101–7102 Va 7103–7239                                                                         | 370,001–002 370,003–139                                                                               | Thév 101–102 | C–n2v                                                                            | 1898–1908                                                                        | MÁV Gépgyár |                                                                                    |
| 136–141                                                                          | VI 5081–5086                                                                                      | 373,001–006                                                                                           | | C–n2                                                                             | 1874                                                                             | Mödling |                                                                                    |
| 35…144 201–204 539–550 841–849                                                   | V 5001–5021 V 5022–5025 V 5026–5037 V 5038–5046 V 5047–5050                                       | 374,001–050                                                                                           | MÁV 35…144 MKV 101–104 DDV 1–12 MÉKV 200–208 Thév 51–54                                                                           | C–n2                                                                             | 1870–1874 1873 1871–1872 1871–1876 1898                                          | Lf. v. Sigl/Bécs, Mödling Lf. v. Sigl/Bécs Lf. v. Sigl/Bécs Lf. v. Sigl/Bécs, MÁV Gépgyár Weitzer                                                                                               | Az 1. számozási rendszer részleteit lásd feljebb                                   |
|                                                                                  | TV 7303–7329 TV 7301..7453 TV 7433–7434 TV 7435–7436                                              | 375,001–053 375,301–422 375,423–494 375,501–582 375,601– 375,701–702 375,801–802 375,803–943 375,1001 | 375,301..494 HDŽ 51-083 | 1'C1'–n2vt 1'C1'–h2t 1'C1'–n2vt 1'C1'–h2t                                        | 1907–1913 1915–1941 1911 1911–1921                                               | MÁV Gépgyár | légfékes kézifékes Brotan-kazánnal ex JDŽ 51-083                                   |
|                                                                                  | TVa 7736–7738 TVa 7701..7780                                                                      | 376,001–003 376,101–1.. 376,601– 376,1001                                                             | 376,301.. HDŽ 50-494 | 1'C1'–n2vt 1'C1'–h2t                                                             | 1910–1922                                                                        | MÁV Gépgyár | légfékkel kézifékkel ex JDŽ 50-494                                                 |
| 574–599, 751–790, 890–893, 1041–1074, 1124–1128                                  | XII 5181–5672                                                                                     | 377,001–488 377,601–605 377,606–607                                                                   | MÉKV 400–401, Thév 1–14 377,141, 153                                                                                              | C–n2t                                                                            | 1885–1924                                                                        | MÁV Gépgyár, Krauss/Linz, Mf. d. StEG, Weitzer | ex CFR, ex MÁV                                                                     |
|                                                                                  | XIIg 6621–6628                                                                                    | 380,001–008                                                                                           | ÁVT IVc 610–617 | C–n2t                                                                            | 1880–1881                                                                        | Mf. d. StEG | korábban XIIg 5621–5628                                                            |
|                                                                                  | XIIh 6631–6633                                                                                    | 381,001–003                                                                                           | KBV 1–3 | C–n2t                                                                            | 1883                                                                             | Krauss/München | korábban XIIh 5631–5633                                                            |
|                                                                                  | XIId 6581–6597                                                                                    | 382,001–017                                                                                           | OMÁV IVcII 474–482, 486–493 | C–n2t                                                                            | 1883–1891                                                                        | Mf. d. StEG | korábban XIId 5581–5597                                                            |
|                                                                                  | XIIk 6641–6644                                                                                    | 383,001–004                                                                                           | KBV 4–7 | C–n2t                                                                            | 1891–1892                                                                        | Mf. d. StEG | korábban XIIk 5641–5644                                                            |
|                                                                                  | XIIl 6651–6662                                                                                    | 384,001–012                                                                                           | | C–n2vt                                                                           | 1884                                                                             | Krauss/München | Átépítve az 1B–n2t jellegű XIII osztályból; korábban XIIl 5651–5662                |
|                                                                                  | XX 6901–6904                                                                                      | 387,001–004                                                                                           | SKV 1–3 | C–n2                                                                             | 1872, 1897                                                                       | Lf. v. Sigl/Bécs, MÁV Gépgyár | 1 000 mm nyomtáv korábban XX 5901–5903, később ČSD U 35.1                          |
| 839–840                                                                          | XXI 6911–6912                                                                                     | 389,001–002                                                                                           | | C–n2t                                                                            | 1885                                                                             | Lf. v. Sigl/Bécsújhely | 750 mm nyomtáv átépítve C n2 jellegűre; korábban XXI 5911–5912                     |
|                                                                                  |                                                                                                   | 390,001                                                                                               | ČSD U35.001 | C–n2t                                                                            | 1908                                                                             | Maffei/München | 760 mm, majd 950 mm nyomtáv eredetileg BVGV                                        |
|                                                                                  |                                                                                                   | 391,0..–0..                                                                                           | |                                                                                  |                                                                                  | | .. mm nyomtáv                                                                      |
|                                                                                  |                                                                                                   | 392,0..–0..                                                                                           | |                                                                                  |                                                                                  | | .. mm nyomtáv                                                                      |
|                                                                                  |                                                                                                   | 394,201–204                                                                                           | | C–n2t                                                                            | 1940                                                                             | MÁV Gépgyár, MÁV | 760 mm nyomtáv                                                                     |
|                                                                                  | XXIa 6941–6945                                                                                    | 395,001–005                                                                                           | | C1–n2t                                                                           | 1895, 1897                                                                       | Mf. d. StEG, Weitzer | 760 mm nyomtáv korábban XXIa 5941–5944                                             |
|                                                                                  |                                                                                                   | 398,001                                                                                               | | C–n2t                                                                            | 191.                                                                             | MÁV Gépgyár, | 760 mm nyomtáv                                                                     |
|                                                                                  |                                                                                                   | 399,001–005                                                                                           | | C–n2t                                                                            | 191.                                                                             | MÁV Gépgyár, | 760 mm nyomtáv                                                                     |

#### Gőzmozdonyok négy kapcsolt tengellyel
| A MÁV négy kapcsolt tengelyű gőzmozdonyai / harmadik számozási rendszer 1911 – | A MÁV négy kapcsolt tengelyű gőzmozdonyai / harmadik számozási rendszer 1911 – | A MÁV négy kapcsolt tengelyű gőzmozdonyai / harmadik számozási rendszer 1911 – | A MÁV négy kapcsolt tengelyű gőzmozdonyai / harmadik számozási rendszer 1911 – | A MÁV négy kapcsolt tengelyű gőzmozdonyai / harmadik számozási rendszer 1911 – | A MÁV négy kapcsolt tengelyű gőzmozdonyai / harmadik számozási rendszer 1911 – | A MÁV négy kapcsolt tengelyű gőzmozdonyai / harmadik számozási rendszer 1911 – | A MÁV négy kapcsolt tengelyű gőzmozdonyai / harmadik számozási rendszer 1911 –                                           |
| Psz. az 1. rendszerben                                                         | Psz. a 2. rendszerben                                                          | Psz. a 3. rendszerben                                                          | Eredet                                                                         | Jelleg                                                                         | Gyártási év                                                                    | Gyártó                                                                         | Megjegyzés |
| ------------------------------------------------------------------------------ | ------------------------------------------------------------------------------ | ------------------------------------------------------------------------------ | ------------------------------------------------------------------------------ | ------------------------------------------------------------------------------ | ------------------------------------------------------------------------------ | ------------------------------------------------------------------------------ | --- |
|                                                                                | IVe 4451–4465                                                                  | 401,001–015                                                                    |                                                                                | (1B)B–n4v                                                                      | 1905–1908                                                                      | MÁV Gépgyár                                                                    | |
|                                                                                |                                                                                | 402,001–002                                                                    |                                                                                | 1'D–h2                                                                         | 1927                                                                           | MÁVAG                                                                          | |
|                                                                                |                                                                                | 403,501–508 403,601–619 403,620                                                | DSA 140.01–08 ČSD 434.102–1131 PKP Tr12-91                                     | 1'D–h2                                                                         | 1926, 1930 1917–1922                                                           | MÁVAG BMMF, Breitfeld & Danek, Škoda, WLF                                      | részben ex kkStB 270.02–288                                                                                              |
|                                                                                |                                                                                | 404,001–0..                                                                    | JDŽ 06 sorozat                                                                 | 1'D1'–h2                                                                       | 1930                                                                           | Borsig                                                                         | eredetileg DRB 39 sorozat                                                                                                |
|                                                                                |                                                                                | 410,501–502 410,601–614                                                        | ČSD 425.010, 015 ČSD 425.001..014                                              | D–h2                                                                           | 1914 1906–1913                                                                 | Vulcan, Schichau, Henschel, HANOMAG/Hannover                                   | Eredetileg porosz G 81 Eredetileg porosz G 8                                                                             |
|                                                                                |                                                                                | 411,001–486                                                                    | USATC S160                                                                     | 1'D–h2                                                                         | 1942–1945                                                                      | Baldwin, ALCO, Lima                                                            | |
| 501–538, 1201–1205                                                             | IVa 4041–4083                                                                  | 420,001–043                                                                    |                                                                                | D–n2                                                                           | 1882–1885                                                                      | Lf. v. Sigl/Bécsújhely, WLF                                                    | |
|                                                                                | IVc 4301–4335                                                                  | 421,001–035                                                                    |                                                                                | D–n2                                                                           | 1895                                                                           | MÁV Gépgyár                                                                    | |
|                                                                                | IVd 4401–4430                                                                  | 422,001–030                                                                    |                                                                                | B'B–n4v                                                                        | 1898–1902                                                                      | MÁV Gépgyár                                                                    | |
|                                                                                |                                                                                | 424,001–365 424,1001–1012                                                      |                                                                                | 2'D–h2                                                                         | 1924–1958                                                                      | MÁVAG                                                                          | |
|                                                                                |                                                                                | 431,001–010 431,301–307                                                        | ČSD 413.071..095 ČSD 413.002..063                                              | D–n2 D–n2v                                                                     | 1899–1917 1898–1907                                                            | Vulcan, Schichau, Henschel, HANOMAG/Hannover                                   | Eredetileg porosz G 71 Eredetileg porosz G 7²                                                                            |
|                                                                                |                                                                                | 434,001–014                                                                    | SBB SBB D 4/4 4102..4127                                                       | D–n2                                                                           | 1882–1886                                                                      | Maffei/München                                                                 | eredetileg GB 102..127                                                                                                   |
| 41–48, 70–72, 76–87, 120–125 126–128                                           | IV 4001–4029 IV 4030–4032                                                      | 441,001–029 441,030–032                                                        | MÁV EMGV IV 21, 8, 9                                                           | D–n2                                                                           | 1870–1874                                                                      | Lf. v. Sigl/Bécs, Lf. v. Sigl/Bécsújhely                                       | |
|                                                                                |                                                                                | 442,001–020 442,901–910                                                        |                                                                                | 1'D1'–h2t                                                                      | 1917–1922                                                                      | MÁV Gépgyár                                                                    | |
|                                                                                | TIV 4261–4269                                                                  | 450,001–009                                                                    | ÁVT Vd 1302–1303, 1307–1313                                                    | D–n2t                                                                          | 1880–1891                                                                      | Mf. d. StEG, MÁV Gépgyár                                                       | |
|                                                                                | IVb 4201–4252                                                                  | 459,001–052                                                                    | ÁVT V 1112–1149, 1209–1223, 1237–1246                                          | D–n2                                                                           | 1867–1871                                                                      | Mf. d. StEG, Karlsruhe                                                         | |
|                                                                                |                                                                                | 459II,101–108                                                                  | ČSD 411.016..056                                                               | D–n2                                                                           | 1873–18983                                                                     | Lf. v. Sigl, WLF, Esslingen                                                    | korábban ÖNWB VIIa,b,c,d,e sorozatok, majd kkStB 171 sorozat                                                             |
|                                                                                |                                                                                | 460,001–009                                                                    | ČSD 423.004..035                                                               | 1'D1'–h2t                                                                      | 1922–1924                                                                      | BMMF                                                                           | |
|                                                                                | XIVa 6801–6840                                                                 | 475,001–040                                                                    |                                                                                | D–n2t                                                                          | 1896–1901                                                                      | MÁV Gépgyár                                                                    | korábban 5801–5806 |
|                                                                                | XIV 6681–6685                                                                  | 476,001–005                                                                    | OMÁV Vc 1372–1376                                                              | D–n2t                                                                          | 1888                                                                           | Mf. d. StEG                                                                    | korábban 5681–5685 |
|                                                                                |                                                                                | 477,001–006                                                                    | ČSD 421.002–011                                                                | 1'D–n2t                                                                        | 1908–1909                                                                      | Mf. d. StEG                                                                    | korábban ÁVT 40 sorozat, majd kkStB 179 sorozat                                                                          |
|                                                                                |                                                                                | 485,5001–5002                                                                  | Diósgyőri Vasgyár                                                              | D1'–h2t                                                                        | 19.., 19                                                                       | MÁV Gépgyár, MÁVAG                                                             | 1 000 mm nyomtáv |
|                                                                                | XXIc 6967–6972                                                                 | 490,001–061, 490,081                                                           | Komlói GV                                                                      | D–n2t                                                                          | 1906–1950                                                                      | MÁV Gépgyár, MÁVAG                                                             | 760 mm nyomtáv |
|                                                                                | XXId 6977–6978                                                                 | 491,001–002                                                                    |                                                                                | D–n2t                                                                          | 1908                                                                           | O&K                                                                            | 760 mm nyomtáv |
|                                                                                | XXIe 6979–6986                                                                 | 492,001–008 492,001–008 492,009 492,009" 492,010 492,011–018                   | BGV 3 CFR 4001 492,004 különféle                                               | D–n2t                                                                          | 1908–1949                                                                      | MÁV Gépgyár, MÁVAG                                                             | 760 mm nyomtáv 760 mm nyt ex. SzGV 760 mm nyt, ex. kukHB 4001 760 mm nyt ex CFR ex 492,004 760 mm nyomtáv 760 mm nyomtáv |
|                                                                                |                                                                                | 493,001–0..                                                                    |                                                                                |                                                                                |                                                                                |                                                                                | .. mm nyomtáv |
|                                                                                |                                                                                | 494,001–0..                                                                    |                                                                                |                                                                                |                                                                                |                                                                                | .. mm nyomtáv |
|                                                                                |                                                                                | 496,075–078 496,082                                                            | D–h2                                                                           | GVI Gánti Bauxitbánya                                                          | 1954                                                                           | MÁVAG                                                                          | 760 mm nyomtáv. Azonos az СЖД КВ4 sorozattal                                                                             |
|                                                                                |                                                                                | 498,001–0..                                                                    |                                                                                |                                                                                |                                                                                |                                                                                | .. mm nyomtáv |
|                                                                                |                                                                                | 499,001–0..                                                                    |                                                                                |                                                                                |                                                                                |                                                                                | .. mm nyomtáv |

#### Gőzmozdonyok öt kapcsolt tengellyel
| A MÁV öt kapcsolt kerékpárú gőzmozdonyai / harmadik számozási rendszer 1911 – | A MÁV öt kapcsolt kerékpárú gőzmozdonyai / harmadik számozási rendszer 1911 – | A MÁV öt kapcsolt kerékpárú gőzmozdonyai / harmadik számozási rendszer 1911 – | A MÁV öt kapcsolt kerékpárú gőzmozdonyai / harmadik számozási rendszer 1911 – | A MÁV öt kapcsolt kerékpárú gőzmozdonyai / harmadik számozási rendszer 1911 – | A MÁV öt kapcsolt kerékpárú gőzmozdonyai / harmadik számozási rendszer 1911 – | A MÁV öt kapcsolt kerékpárú gőzmozdonyai / harmadik számozási rendszer 1911 – | A MÁV öt kapcsolt kerékpárú gőzmozdonyai / harmadik számozási rendszer 1911 – |
| Psz. az 1. rendszerben                                                        | Psz. a 2. rendszerben                                                         | Psz. a 3. rendszerben                                                         | Eredet                                                                        | Jelleg                                                                        | Gyártási év                                                                   | Gyártó | Megjegyzés                                                                    |
| ----------------------------------------------------------------------------- | ----------------------------------------------------------------------------- | ----------------------------------------------------------------------------- | ----------------------------------------------------------------------------- | ----------------------------------------------------------------------------- | ----------------------------------------------------------------------------- | --- | ----------------------------------------------------------------------------- |
|                                                                               |                                                                               | 501,001–005                                                                   | Osztrák Szövetségi Vasutak                                                    | 1'E–h2                                                                        | 1944–1947                                                                     | WLF | Korábban DRB 42 001..2810                                                     |
|                                                                               |                                                                               | 510,5001–5005                                                                 |                                                                               | E–h2                                                                          | 1953                                                                          | MÁVAG | 1524 mm nyomtáv, azonos az СЖД ЭР sorozattal                                  |
|                                                                               |                                                                               | 520,501–503                                                                   | PKP Tw12-07, -108, -119                                                       | E–h2                                                                          | 1915, 1921                                                                    | Mf. d. StEG, Lf. v. Sigl | Korábban kkStB 80.977                                                         |
|                                                                               |                                                                               | 520II,001–100                                                                 | СЖД TЭ,001..                                                                  | 1'E–h2                                                                        | 1942–1944                                                                     | WLF, Henschel, Schwartzkopff, Krauss-Maffei, Borsig, Schichau, Maschinenbau und Bahnbedarfs AG (MBA) korábban O & K, DWM Posen, Krenau (Felső-Sziléziai Mozdonygyár), Esslingen, Jung, Škoda | Korábban DRB 52,001…7794                                                      |

#### Gőzmozdonyok hat kapcsolt tengellyel
| A MÁV hat kapcsolt kerékpárú gőzmozdonyai / harmadik számozási rendszer 1911 – | A MÁV hat kapcsolt kerékpárú gőzmozdonyai / harmadik számozási rendszer 1911 – | A MÁV hat kapcsolt kerékpárú gőzmozdonyai / harmadik számozási rendszer 1911 – | A MÁV hat kapcsolt kerékpárú gőzmozdonyai / harmadik számozási rendszer 1911 – | A MÁV hat kapcsolt kerékpárú gőzmozdonyai / harmadik számozási rendszer 1911 – | A MÁV hat kapcsolt kerékpárú gőzmozdonyai / harmadik számozási rendszer 1911 – | A MÁV hat kapcsolt kerékpárú gőzmozdonyai / harmadik számozási rendszer 1911 – | A MÁV hat kapcsolt kerékpárú gőzmozdonyai / harmadik számozási rendszer 1911 – |
| Psz. az 1. rendszerben                                                         | Psz. a 2. rendszerben                                                          | Psz. a 3. rendszerben                                                          | Eredet                                                                         | Jelleg                                                                         | Gyártási év                                                                    | Gyártó                                                                         | Megjegyzés                                                                     |
| ------------------------------------------------------------------------------ | ------------------------------------------------------------------------------ | ------------------------------------------------------------------------------ | ------------------------------------------------------------------------------ | ------------------------------------------------------------------------------ | ------------------------------------------------------------------------------ | ------------------------------------------------------------------------------ | ------------------------------------------------------------------------------ |
|                                                                                |                                                                                | 601,001–060 601,061                                                            | 601,012                                                                        | (1'C)C–h4v                                                                     | 1914–1920                                                                      | MÁV Gépgyár                                                                    | ex CFR, ex MÁV                                                                 |
|                                                                                | VIm 4501–4530                                                                  | 651,001–030 651,031–058                                                        |                                                                                | C'C–n4v                                                                        | 1909–1914                                                                      | MÁV Gépgyár                                                                    |                                                                                |

### Szerkocsik
A gőzmozdonyok szerkocsijai a korábbi rendszerekben (függetlenül attól, hogy egy szerkocsitípust több mozdonytípushoz is gyártottak) a hozzá tartozó mozdony pályaszámát és osztályjelzését viselte. 1911-től ez annyiban változott, hogy a szerkocsik a hozzájuk kapcsolt mozdony sorozatjelén és sorszámán kívül a sorozatjel elé egy, a típust általánosan azonosító betűjelet is kaptak az alábbiak szerint:
- A, B, C, … betűkkel a 14,42 t tengelyterhelést meghaladó normál nyomtávú szerkocsiknál,
- a, b, c, … betűkkel a 14,42 t tengelyterhelést meg nem haladó normál nyomtávú szerkocsiknál,
- [a], [b], [c],… betűkkel[8] a keskeny nyomtávú szerkocsiknál.

Így például a 401,002 pályaszámú mozdonyhoz tartozó szerkocsi az M401,002 pályaszámot kapta. Az ugyanilyen szerkocsival készült 651,035-ös mozdonyhoz az M651,035, míg a 324,516 pályaszámú lokomotívhoz az M324,615 pályaszámú szerkocsi tartozott. Ezt a szerkocsitípust pedig innentől kezdve összefoglaló néven M jellegű szerkocsinak hívták. A mozdony-szerkocsi párosításokat igyekeztek tartani, a csereberét különösen kezdetben igyekeztek kerülni.

### A tervezett 1926-os módosított pályaszámrendszer
Az első világháború után a MÁV mozdonyainak többsége idegen vasutakhoz került. Az itthon maradt mozdonyok pályaszámcsoportjai eléggé hézagossá, nehezen áttekinthetővé váltak. Emellett az egyes típusok darabszáma is meglehetősen lecsökkent, így lehetővé vált egy olyan „beszédes” pályaszámrendszer létrehozása, ahol a pályaszámcsoportok a mozdonysorozatokon belül az egyes alváltozatok kivitelére is utalnak. A sorozatjelek változatlansága mellett a tervezett pályaszámcsoportok az alábbiak lettek volna:
| A MÁV 1926-ban bevezetni tervezett, módosított harmadik számozási rendszer pályaszámcsoportjai | A MÁV 1926-ban bevezetni tervezett, módosított harmadik számozási rendszer pályaszámcsoportjai | A MÁV 1926-ban bevezetni tervezett, módosított harmadik számozási rendszer pályaszámcsoportjai |
|                                                                                                | Telített gőzű                                                                                  | Túlhevített gőzű                                                                               |
| ---------------------------------------------------------------------------------------------- | ---------------------------------------------------------------------------------------------- | ---------------------------------------------------------------------------------------------- |
| Ikergépezetű, síktűzszekrényes                                                                 | 001–250                                                                                        | 501–700                                                                                        |
| Ikergépezetű, Brotan-kazános                                                                   | 251–300                                                                                        | 801–999                                                                                        |
| Kompaund gépezetű, síktűzszekrényes                                                            | 301–475                                                                                        | 701–750                                                                                        |
| Kompaund gépezetű, Brotan-kazános                                                              | 476–500                                                                                        | 751–800                                                                                        |

Mint látható, a pályaszámtartományok nagysága figyelembe vette az egyes kiviteli változatok darabszámát is. Az 1926. január 1-jétől bevezetni tervezett rendszerbe fel kívánták venni az újonnan beszerzésre kerülő mozdonyokat is, viszont nem érintette volna a selejtezésre kijelölt típusokat. Az átszámozást végül főleg politikai okokból nem hajtották végre – az eredeti, "lyukas" pályaszámtartomány megtartása a helyzet, és az egész békeszerződés ideiglenes, el nem fogadott voltára utalt. A szisztémát végül a MÁV korlátozottan mégis alkalmazta:
- a 342 sorozatúból átépített 315 sorozatú mozdonyok pályaszámainál,
- a Duna–Száva–Adria Vasúttól átvett mozdonyok besorolásakor (bár ez esetben – ismeretlen okból – a síktűzszekrényes túlhevítős kompaund mozdonyokat 901-gyel kezdődően számozták) és
- a második világháború során „repartíciósként” állagba vett (leginkább a ČSD állagából származó)
  - a MÁV-nál új típust jelentő,
  - a MÁV-nál már létező típusú, de korábban MÁV-tulajdonban nem szerepelt,
  - egykor MÁV-tulajdonú, de időközben átépített mozdonyok állagba vételekor.

### Villamos mozdonyok
1931-től a villamos mozdonyok sorozatjele „V” előtagból és egy kétjegyű számból állt, ahol:
- az első számjegy a hajtott tengelyek számát jelölte,
- a második számjegy pedig 0-tól kezdve növekvő sorrendben lett kiadva.

Ez utóbbi sorrendet (V44, V55 és V63) nem mindig tartották be.
Az 1931 előtt beszerzett 51 sorozatú mozdonyt nem számozták át, csak a sorozatjel elé illesztettek egy „V”-előtagot (V51 sorozat) annak ellenérre, hogy négy hajtott tengelyű típusról van szó.
| A MÁV villamos mozdonyai | A MÁV villamos mozdonyai                                           | A MÁV villamos mozdonyai                            | A MÁV villamos mozdonyai                                     | A MÁV villamos mozdonyai                 | A MÁV villamos mozdonyai                | A MÁV villamos mozdonyai                                      | A MÁV villamos mozdonyai                                                                                                 |
| Psz. a 3. rendszerben    | Psz. a 3/a. rendszerben                                            | Psz. a 4. rendszerben (UIC-pályaszám)               | Eredet                                                       | Jelleg                                   | Gyártási év (Átépítés éve)              | Gyártó (Átalakító)                                            | Megjegyzés |
| ------------------------ | ------------------------------------------------------------------ | --------------------------------------------------- | ------------------------------------------------------------ | ---------------------------------------- | --------------------------------------- | ------------------------------------------------------------- | --- |
|                          | V21,001–009 V21,301 V21,401 V21,501 V21,502                        |                                                     | BHÉV L II BHÉV L II 13 BHÉV L II 14 BHÉV L II 2 BHÉV L II 11 | Bo–ell,s-p                               | 1911–1913 1950 1952 1957 1958           | Ganz V+G-Vf BHÉV Bfm MÁV–BEV Cfm                              | később újra BHÉV L II később újra BHÉV L II 13 később újra BHÉV L II 14 később újra BHÉV L II 2 később újra BHÉV L II 11 |
|                          | V22,001–010                                                        |                                                     | BHÉV L III 21–30                                             | Bo–ell,s-p                               | 1917                                    | Ganz V+G-Vf                                                   | később újra L III |
|                          | V23,001–002                                                        |                                                     | BHÉV L V 2003–2004                                           | Bo–ell,s-p                               | 1917                                    | Ganz V+G-Vf                                                   | később újra BHÉV L V |
|                          | V24,001–003                                                        |                                                     | BHÉV L Hs 4011–4013                                          | Bo–ell,s-p                               | 1927 (1948, 1950)                       | G-Vf (BHÉV Cfm, BHÉV Bfm)                                     | később újra BHÉV LHs |
|                          | V25,001                                                            |                                                     | BHÉV L IV 2002                                               | Bo–ell,s-p                               | 1912                                    | G-Vf (BHÉV Bfm)                                               | később újra BHÉV L IV |
|                          | V40,001–029                                                        |                                                     |                                                              | 1'D1'–fázisv                             | 1932–1940                               | Ganz+MÁVAG                                                    | |
|                          | V41 001 V41 501–530                                                |                                                     |                                                              | Bo'Bo'–tir Bo'Bo'–WL                     | (1972) 1958–1962                        | Ganz VM KGVGy+Ganz–M                                          | [ 9 ] |
|                          | V42 001 V42 501–542                                                |                                                     |                                                              | Bo'Bo'–tir Bo'Bo'–WL                     | (1972) 1961–1966                        | Ganz VM +Ganz–M                                               | [ 10 ] |
|                          | V43 1001–1007 V43 1008–1379 V43 1076 V43 2144..2378 V43 3161..3347 | 431 001..007 431 007..379 432 144..378 433 161..347 |                                                              | B'B'–fok+Si-eir B'B'–tir B'B'–fok+Si-eir | 1963 1963–1982 1967 1999–2007 2007–2008 | Munkaközösség Ganz VM+Ganz–M Ganz VM+Ganz–M (Északi) (Északi) | 17 db eladva a GYSEV-nek kísérletek után visszaalakítva átalakítva V43,1000 sor.-ból                                     |
|                          | V44,001(–002)                                                      |                                                     |                                                              | 2'Do2'–fázfrv                            | 1944                                    | Ganz+MÁVAG                                                    | Kísérleti mozdony. V44,002 soha nem állt üzembe                                                                          |
|                          | V45,1001                                                           |                                                     |                                                              | Bo'Bo'–fok+Si-eir                        | 1967                                    | Ganz-VM+Ganz–M                                                | Kísérletek befejeztével átalakítva V43 1051                                                                              |
|                          | V46,001–003                                                        |                                                     | BHÉV L VI 31–33                                              | Bo'Bo'–ell,s-p                           | 1929                                    | Ganz                                                          | később újra BHÉV LVI |
|                          | V46II 001–060                                                      | 460 001–060                                         |                                                              | Bo'Bo'–tir                               | 1983–1991                               | Ganz VM+Ganz–M Ganz Ansaldo+Ganz-Hunslet                      | |
|                          |                                                                    | 470 001–010                                         |                                                              | Bo'Bo'–GTOpulzinv                        | 2002                                    | Siemens                                                       | 2002–2010 között: 1047 001–010                                                                                           |
|                          |                                                                    | 480 001–025                                         |                                                              | Bo'Bo'–IGBTpulzinv                       | 2010–2012                               | Bombardier                                                    | |
|                          | V50,001                                                            |                                                     |                                                              | E–fázisv                                 | 1922                                    | Ganz+MÁVAG                                                    | fázisváltós próbamozdony                                                                                                 |
| 51,001–004               | V51,001–004                                                        |                                                     |                                                              | Bo'Bo'–fok                               | 1911                                    | SSW+Ringhoffer                                                | VBGhévv mozdonyai |
|                          | V55,001–012                                                        |                                                     |                                                              | Bo'Co'–fázfrv                            | 1950–1957                               | KGVGy+MÁVAG                                                   | |
|                          | V60,001–003                                                        |                                                     |                                                              | F–fázisv                                 | 1932                                    | Ganz+MÁVAG                                                    | |
|                          | V63 001–056 V63 106..156                                           | 630 004..049 630 138..156                           |                                                              | Co'Co'–tir                               | 1974–1988                               | Ganz VM+Ganz–M                                                | átalakítva a V63,0 sorozatból                                                                                            |

### Dízelmozdonyok
| A MÁV dízelmozdonyai    | A MÁV dízelmozdonyai                                                                                | A MÁV dízelmozdonyai                                | A MÁV dízelmozdonyai | A MÁV dízelmozdonyai | A MÁV dízelmozdonyai                                              | A MÁV dízelmozdonyai                             | A MÁV dízelmozdonyai                     |
| Psz. a 3/a. rendszerben | Psz. a 3/b. rendszerben                                                                             | Psz. a 4. rendszerben (UIC-pályaszám)               | Eredet               | Jelleg               | Gyártási év (Átépítés éve)                                        | Gyártó (Átalakító)                               | Megjegyzés                               |
| ----------------------- | --------------------------------------------------------------------------------------------------- | --------------------------------------------------- | -------------------- | -------------------- | ----------------------------------------------------------------- | ------------------------------------------------ | ---------------------------------------- |
| M275,4001–..            | M28 1001–1024 M28 2001–2010                                                                         | 288 003..022 288 205..210                           |                      | B–dm B–dh            | 1955–1959                                                         | MVG                                              |                                          |
| M322,4001               | M30,2001                                                                                            |                                                     | Diósgyőri Vasmű      | C–dh                 | 1950                                                              | Jung                                             |                                          |
|                         | M31 2001–2053                                                                                       |                                                     |                      | C–dh                 | 1958–1960                                                         | Ganz–MÁVAG                                       |                                          |
|                         | M32 2001–2056                                                                                       |                                                     |                      | C–dh                 | 1972–1974                                                         | Ganz–MÁVAG                                       |                                          |
|                         | M38,2001–2007                                                                                       |                                                     |                      | C–dhm                | 1960–1961                                                         | MVG                                              |                                          |
|                         | (M40,001–002) M40 003–009 M40,5001–5008 M40 901–905 M40 906–913 M40 101–120 M40 201–240 M40,301–303 | 408 201..235 408 301–303                            |                      | Bo'Bo'–dv            | 1963–1970                                                         | Ganz–MÁVAG (MÁV Dombóvár)                        | nem voltak állagban átalakítva M40 ..ból |
|                         | M41,2001–2002                                                                                       |                                                     |                      | B'B'–dh              | 1969                                                              | Ganz–MÁVAG                                       | később M42,001                           |
|                         | M41 2101–2207 M41 2208–2214 M41 2301–2335                                                           | 418 103..196 418 202..212 418 301–335               |                      | B'B'–dh              | 1972–1984 1980–1984 (2002–2008)                                   | Ganz–MÁVAG (Szolnok)                             | ex. GYSEV M41 001–007                    |
|                         | M42,001                                                                                             |                                                     |                      | B'B'–dh              | 1969                                                              | Ganz–MÁVAG                                       | korábban M41,2002                        |
|                         | M42II 001                                                                                           |                                                     |                      | B'B'–dv              | 1994                                                              | Ganz-Hunslet                                     | később GYSEV M42II 001                   |
|                         | M43 1001–1163 M43 1164–1166 M43 1201–1202                                                           | 438 016..098 438 103..159 438 201–202               |                      | B'B'–dh              | 1974–1979 (200.–200.)                                             | U 23 A (Vasjármű)                                | [ 14 ] [ 15 ]                            |
|                         | M424,5001–5002 M44 001–163 M44 201–2.. M44 501–52. M44 401–44.                                      | 448 040..159 448 207..215 448 503..523 448 401..440 |                      | Bo'Bo'–dv            | 1954 1957–1971 1954–1971 (200.–200.)                              | Ganz+MÁVAG Ganz–MÁVAG (Szolnok)                  | később BHÉV DL XVI, majd M44 211, 209    |
|                         | Mk45 2001–2010                                                                                      | (8458 2001..2010)                                   |                      | B'B'–dh              | 1973                                                              | U 23 A                                           | 760 mm nyomtáv                           |
|                         | (M46 2001–2002) M46 2003–2009                                                                       |                                                     |                      | B'B'–dh              | 1961 1963                                                         | Ganz–MÁVAG                                       | nem voltak állagban                      |
|                         | M47 1001–1036 M47 2001–2075 M47 1037–1038 M47 1101–1125 M47 2157..2162 M47 1201–1240 M47 1301–1334  | 478 023..032 478 201–240 478 301–334                |                      | B'B'–dh              | 1974–1975 1975–1979 1974–1975 (198.–198.) (1985–1995) (200.–200.) | U 23 A (Szolnok) (Szolnok) (Vasjármű) (Vasjármű) | [ 17 ] [ 18 ] [ 18 ] [ 19 ]              |
| M492,001-002            | Mk48 1001–1012 Mk48 2001–2039                                                                       | (8488 2001..2039)                                   |                      | B'B'–dm B'B'–dh      | 1960–1961                                                         | MVG                                              | 760 mm nyomtáv                           |
|                         | Mk49 2001–2007                                                                                      |                                                     |                      | B'B'–dh              | 1961–1962                                                         | MVG                                              | 760 mm nyomtáv                           |
| M601,5001               | |                                                     |                      | (1'Co)(Co1')–dv      | 1957                                                              | MÁVAG+Ganz                                       |                                          |
|                         | M61 001–020                                                                                         | 618 001..020                                        |                      | Co'Co'–dv            | 1958–1960                                                         | NOHAB                                            |                                          |
|                         | M62 001–265 M62 501–518 M62 301–334                                                                 | 628 001..272 8628 50...51. 628 301–334              |                      | Co'Co'–dv            | 1965–1974 1997–2007                                               | LZOR (Északi, Szolnok)                           |                                          |
|                         | M63 001–010                                                                                         |                                                     |                      | Co'Co'–dv            | 1970–1975                                                         | Ganz–MÁVAG                                       |                                          |

#### Egyéb keskeny nyomközű dízelmozdonyok
- A MÁV GV A–26 típusú keskeny nyomközű dízelmozdonya
- A MÁV GV B–26 típusú keskeny nyomközű dízelmozdonya
- A MÁV C–50 típusú keskeny nyomközű dízelmozdonya
- A MÁV L–60 típusú keskeny nyomközű dízelmozdonya

## Negyedik (UIC) számozási rendszer (2011-től)
Megjegyzés: Ahol nincsenek feltüntetve pályaszámtartományok, ott nem történtek pályaszámváltozások, csak más sorozatba lettek sorolva a mozdonyok.

### Dízelmozdonyok
- M28-as sorozat → 288-as sorozat – Állományban: 14 db (Frissítve: 2020.06.29.)
  - 1000-es pályaszámtartomány → 100-as pályaszámtartomány
  - 2000-es pályaszámtartomány → 200-as pályaszámtartomány
- M40-es sorozat → 408-as sorozat – Állományban: 3 db (Frissítve: 2020.06.29.)
- M41-es sorozat → 418-as sorozat – Állományban: 87 db (Frissítve: 2020.12.30.)
  - 2100-as pályaszámtartomány → 100-as pályaszámtartomány
  - 2200-as pályaszámtartomány → 200-as pályaszámtartomány
  - 2300-as pályaszámtartomány → 300-as pályaszámtartomány
- M43-as sorozat → 438-as sorozat – Állományban: 31 db (Frissítve: 2020.06.29.)
  - 1000-es pályaszámtartomány → 000-s pályaszámtartomány
  - 1100-as pályaszámtartomány → 100-as pályaszámtartomány
  - 1200-as pályaszámtartomány → 200-as pályaszámtartomány
- M44-es sorozat → 448-as sorozat – Állományban: 12 db (Frissítve: 2020.06.29.)
- M47-es sorozat → 478-as sorozat – Állományban: 6 db (Frissítve: 2020.06.29.)
  - 1200-as pályaszámtartomány → 200-as pályaszámtartomány
  - 1300-as pályaszámtartomány → 300-as pályaszámtartomány
  - 2000-es pályaszámtartomány → 000-s pályaszámtartomány
- M62-es sorozat → 628-as sorozat – Állományban: 34 db (Frissítve: 2020.06.29.)

### Villanymozdonyok
- 480-as sorozat → 480-as sorozat (nem történt átnevezés)
- 1047-es sorozat → 470-es sorozat
- V43-as sorozat → 431-es/432-es/433-as sorozat
  - 1000-es pályaszámtartomány → 431-es sorozat, 000-s pályaszámtartomány
  - 2000-es pályaszámtartomány → 432-es sorozat, 000-s pályaszámtartomány
  - 3000-es pályaszámtartomány → 433-as sorozat, 000-s pályaszámtartomány
- V46-os sorozat → 460-as sorozat
- V63-as sorozat → 630-as sorozat

## Galéria
- 411 sorozatú gőzmozdony
- 220 sorozatú gőzmozdony
- 424 sorozatú gőzmozdony
- 375 sorozatú gőzmozdony
- M62 sorozatú dízelmozdony
- M41 sorozatú dízelmozdony
- MÁV V40-es sorozatú villamos mozdony a Magyar Vasúttörténeti Parkban
- V43 sorozatú villamosmozdony